# 海賊戰隊豪快者
《海賊戰隊豪快者》是由日本東映製作的《超級戰隊系列》第35部特攝作品，於2011年（平成23年）2月13日至2012年2月19日期間每週日上午7時30分在朝日電視台首播。本作也是最後一部在日本以類比電視訊號播出的超級戰隊系列電視劇集作品。

## 作品特色
- 首次採用《海賊》及《盜賊》作為主題。
- 為《超級戰隊系列》第35部紀念作品。
- 首支使用歷代戰隊力量戰鬥亦能變身成歷代戰士的戰隊。
- 繼前作《天裝戰隊護星者》後再次將女性黃色戰士設定為初期成員，同時這是2010年代第二位女性黃色戰士。
- 首次出現追加戰士所屬的專屬強化型態。
- 首次出現戰隊全體成員[1]都有屬於各自專屬的強化型態。[2]
- 繼《超力戰隊王連者》、《百獸戰隊牙吠連者》及《轟轟戰隊冒險者》後，第四部紀念超級戰隊而生的電視劇集作品，更是紀念角色「赤紅」第二度登場[3]。
- 繼《獸拳戰隊激氣連者》後，睽違4年後再次以紅色戰士設定為最年長初期成員。且本次除紅色戰士演員為昭和時代出生外，其餘五位演員皆為平成時代出生。
- 繼前二作《侍戰隊真劍者》後再次以黃色戰士設定為最年輕的初期成員，暨無司令設定的戰隊，而馬貝拉斯通常進行戰鬥時，舉動明顯如同司令一般。
- 繼《未來戰隊時間連者》、《魔法戰隊魔法連者》和《天裝戰隊護星者》後再次在劇中出現在同一組合之下擁有兩種機器人形態的巨大機器人[4]。
- 最大特色是在劇中集結了超級戰隊系列過去歷代的34支戰隊，以及本作的豪快者能夠變身成過去的戰隊英雄，而且不限定只能變成同顏色的戰隊成員，以上二點類似2009年的《假面騎士Decade》。只是若豪快者變身為之前戰隊的異性戰士，原本的戰士服會依照性別作出變更，如豪快黃（女）變身魔法黃或破裏劍黃（男）會加上短裙下襬、豪快藍（男）變身魔法藍或破裏劍藍（女）短裙下襬則會被移除，唯獨戰鬥哥薩克例外，豪快黃變身成戰鬥哥薩克並沒有去除褲管。
- 另一個特色是戰隊成員的日常身分。從《超級戰隊系列》從創始者《秘密戰隊五連者》開始，前幾代成員大多為地球防衛軍成員或是軍人等擁有保家衛國乃至於守護世界的義務的身分，之後開始轉往被戰隊的力量所選上的普通百姓。但是本作是首次由《海賊》這種一般被認為是壞蛋的角色成為戰隊的成員。也因為這個原因，在本系列中出現了戰隊前輩們對於本作主角懷有敵意或不信任的情節[5]，另外因為初期成員都來自外星球，所以和過去歷代戰隊不同，他們完全沒有必須「保護地球」的義務。第一集馬貝拉斯更對被他們救了的幼稚園師生說，之所以出手對付殘虐只是因為看他們不爽而已，因此在劇情中明顯帶有讓豪快者們自己去發現地球「值得保護」的價值，於《特命戰隊Go Busters VS 海賊戰隊豪快者 THE MOVIE》中在馬貝拉斯的口中說出「我們跟本沒有想要守護地球，我們只是要打倒眼前的敵人而已，當海賊就是這麼回事」，並且自己自願去和反派戰鬥的一種自由奔放的爽快感。
- 如同「豪快」在日文原文中所代表的「豪邁、爽快」之意思。本作相當致力於呈現在歷代超級戰隊較少見之明快豪爽的劇情節奏。就連戰隊登場時每個人的自我介紹都只喊「豪快」，沒有任何其他的修飾用詞，甚至有時變身完成後就直接全體報上海賊戰隊的名號。即使用連者之匙變身成其他戰隊，其唱名亦只會報上各自的代號，甚至有時變身完成後直接報上該戰隊的名號，可說是完全契合「豪快」之名。

## 故事概要
征服宇宙無數星球的宇宙殘虐帝國，這次目標是地球！幸好，地球有34支保護世界和平的超級戰隊！面對戰力強大的帝國，英雄們雖集合了所有力量將之擊敗。卻因此失去力量，全化為傳說。在「傳奇大戰」結束多年後，有一群繼承了34支超級戰隊力量，追求著冒險和浪漫的幾位年輕人們為了尋找宇宙最大的寶藏來到了地球。並向捲土重來的殘虐帝國舉起反旗！他們就是—「海賊戰隊 豪快者」！

## 登場角色

### 宇宙海賊
戰隊登場唱名「海賊戰隊豪快者」。

戰隊全員口號：華麗的上吧！
豪快者的身份是為了追尋傳說中「宇宙最大的寶藏」而來到地球的五名宇宙海賊。成員原本都是生活在其他星球上的人類，因為故鄉被宇宙帝國殘虐攻佔而以船長·馬貝拉斯為首以海賊的身份流落在宇宙中。在航途中收集到許多超級戰隊的力量結晶－連者之鑰。他們能使用連者之鑰變身為過去的超級戰隊戰士。在變身前後成員彼此間都是以名字稱呼。變身前每個人穿的外套顏色都對應變身後的顏色。根據第38話劇情，豪快者本身的巨大力量為－抓住夢想的力量，六位成員後於《動物戰隊獸王者》第28-29話期間為了協助獸王者的成員尋找「大王者的資格」與納比一同再度回到了地球與獸王者成員等人碰頭，也重新向獸王者等人解釋了超級戰隊的歷史。
- 全員懸賞金：（第1話）3,300,100 殘金→（第5話）6,751,000 殘金 →（第15話）12,505,000 殘金 →（第19話）12,605,000 殘金 →（第39話）UNLIMITED REWARD(無限)[9]+15,600,000 殘金[10]

船長·馬貝拉斯／ 豪快紅
演：小澤亮太／濱田龍臣（童年）
海賊戰隊的年輕船長，隊伍的創始人兼領導者。好奇心旺盛，一旦決定了目標必會勇往直前去完成它。過去曾是殘虐帝國的眼中釘、赤紅海賊團的一員，在海賊團被帝國殲滅的一戰中，從船長赤紅手中繼承了連者鑰匙寶箱及機器鸚鵡納比，之後在宇宙中四處航行尋找新的夥伴。角色名的由來是出自英文「船長」和「奇妙」、「了不起」之意。
某次在遭殘虐毀滅的星球上因緣際會地碰上被殘虐軍追殺的喬，因為很中意他這個人和他的劍法，豪不猶豫地幫他擊退追兵並且解除枷鎖。之後喬便加入了隊伍。
雖然喜歡耍帥而且行動看似魯莽，其實是粗中有細，因此能得到其他成員的充分信任。而且還擁有化危機為轉機的運勢和氣度。
在遇到赤紅之前是個沒有生活目標的放蕩海賊，因此在赤紅海賊團中與船長一同為了尋找宇宙最大的寶藏而努力的時光對他來說是至為珍貴的寶物。由劇中其回憶可看出他對赤紅的敬愛。也因此視背叛了海賊團的原夥伴巴斯哥是不可原諒的死敵。
平時常做的事情是悠哉的休息。
懸賞金：（第1話）1,500,000 殘金 →（第5話）3,000,000 殘金 →（第15話）5,000,000 殘金 →（第39話）UNLIMITED REWARD（無限）
其他登場作品：《連續4週特別篇 超級戰隊最強對戰!!》、《機界戰隊全開者VS煌輝者VS前輩者》、《痛快凱撒×豪快者 ~六月的新娘是狸貓味~》
喬·基布肯／ 豪快藍
演：山田裕貴
第二位入隊隊員，可以算是馬貝拉斯之下隊伍的第二號交椅。充滿熱血幹勁的船長正好相反，是個冷靜不多話的男人。
個性非常的認真，平日就嚴格的訓練自己的身手。比起槍他更喜歡用刀來戰鬥，而且在當海賊前就已經是二刀流的好手。目前為了維持二刀流的戰鬥方式，一般都把持手槍的手背在背後，只用另一隻手揮刀殺敵。
曾經是殘虐軍特殊部隊的一分子，但是在首次上戰場時無法接受對幼童下殺手的命令而和志度前輩一同叛逃。在某個星球上遭到帝國軍追殺時和馬貝拉斯相遇，兩人雖然初次相見但是卻默契十足的聯手打敗了追兵後在馬貝拉斯不顧危險的幫他拿掉枷鎖後，答應和他一起完成尋找「宇宙中最大的寶物」的夢想。
在尋找侍戰隊的巨大力量途中他和失散的前輩再次相會，但是想不到志度已經被帝國軍改造成了對瓦魯斯‧基爾唯命是從的賽博格－巴利佐古。對此過於震驚的喬甚至忘記了反抗，還因此害船長為了保護他身受重傷。之後喬一人前往與巴利佐古會面，希望能喚醒志度的記憶，但是一切的努力都宣告失敗。幸好他及時想起了除了前輩外，自己還有一群好夥伴在。並在夥伴們陷入危機時及時趕到，一起打敗了親衛隊長，也獲得了女真劍紅的認同，得到了侍戰隊的巨大力量。
意外地很會做甜品。傲嬌的他會以做甜品的方法對同伴表達感情和關心。也有自己作的食物被浪費時大受打擊的一面。
平時常做的事情是自我修練。
懸賞金：（第42話）500,000 殘金 →（第1話）1,000,000 殘金 →（第5話）2,000,000 殘金 →（第15話）4,000,000 殘金 →（第39話）8,000,000 殘金
其他登場作品：《爆上戰隊奔奔者》爆上43
露卡·米爾菲／ 豪快黃
演：市道真央
第三位入隊隊員。個性和現代女孩子很像，很喜歡漂亮的東西，而最想要的東西就是大寶藏。
相當看重錢財和寶石等值錢的東西，屬於先行動再思考的類型。但仍然是個擁有優秀潛入、搜尋能力的可靠成員。在入隊前就曾單槍匹馬從殘虐軍用倉庫裡搶走重要物資。
加入海賊戰隊目的之一是想要实现买下一个星球給貧民區的小孩生活的夢想，但是從不對外人透露，也因此對金錢如此敏感。由自身回憶和殘虐軍的情報可知道她出身貧民區，親妹妹在還小時就因病去世，因此她把後來入隊的艾姆當成妹妹一樣小心照顧。
平時常做的事情是休閒購物和保養、鑑賞自己珍藏的珠寶。
懸賞金：（第42話）100,000 殘金 →（第1話）300,000 殘金 →（第5話）750,000 殘金 →（第15話）1,500,000 殘金 →（第39話）3,000,000 殘金
其他登場作品：《宇宙戰隊九連者 VS SPACE SQUAD》、《連續4週特別篇 超級戰隊最強對戰!!》第4話
唐·多戈耶／ 豪快綠
演：清水一希
第四位入隊隊員，原先是要登船維修主電腦，卻因看不過髒亂的船倉而打掃了起來，也替三位豪快者準備食物，馬貝拉斯看中這點就把他收為第四位豪快者。另外由於原本的打扮是穿著一身白色實驗衣長袍，而且頭腦很好，讓馬貝拉斯覺得他看起來像博士，所以就直接被團隊成員暱稱為博士。
團隊中的頭腦及工程師，艦艇內的電腦通常由他操縱及維修，常會為團隊發明出新東西，後期出現的豪快帆船破壞砲也是他心血之作。
通常會先設想到最糟的事態再行動的穩健派，亦因此自信心較低而顯得有點膽小，一旦遇到突發狀況常常會嚇得躲到其他人背後。雖然戰鬥時比起其他人顯得有些笨拙，但是頭腦清晰而且能為同伴生出勇氣來，而且在關鍵時刻的戰鬥運勢絕佳。在第43話一人和纳比救出即將要被處死的馬貝拉斯。
在豪快銀登場後因為他和自己隊內角色重疊和新人大出風頭感到很不是滋味。之後在馬貝拉斯等四人失去戰鬥能力時還差點和他鬧翻，幸好在納比的調解下重新和好，但是在鎧的懸賞金公佈後又對自己被比下去一事鬧起脾氣。
在整個隊伍中算是搞笑兼挨打的角色，常常會配合情境做一些搞怪的動作，從一頭金髮似乎就可以看得出來。
平時常做的事情是操縱艦艇電腦和隊伍中諸如伙食打掃等居家事務。
懸賞金：（第1話）100 殘金 →（第5話）1,000 殘金 →（第15話）5,000 殘金 →（第39話）50,000 殘金 →（第44話）300,000 殘金
愛姆·多·法蜜由／ 豪快粉紅
演：小池唯
第五位入隊隊員，原本是法蜜由星上的公主。在第41話揭露出她在加入海賊戰隊前的經歷。在母星被殘虐帝國所毀滅，父母也被親衛隊員札茨力格殺害後，從小在王宮中倍受呵護的她僥倖逃到其他星球，之後在某個星球上遇到了前四位豪快者。為了以公主的身分鼓勵同樣亡命在宇宙中的母星同胞勇敢活下去，她決定跟隨船長·馬比拉斯入海賊戰隊。讓母星的同胞們能夠透過懸賞單知道她在與殘虐對抗著。
個性非常溫柔善良，會盡力幫助有困難的人。角色名的由來是出自法文「我是女性的」之意。因為原本的身份是公主，談吐和一般女孩子比起來要更加文雅謙和。但是在作戰時也能夠搖身一變成為英勇的海賊戰士。
雖然因為出身皇室，剛加入時戰鬥和居家生活能力都很不足。但是卻很融入海賊的團隊。多次超級戰隊的前輩對身為海賊的馬比拉斯等隊友表現出敵意或不信任時也會站出來為他們平反。儘管資歷較淺，但還是很努力的希望能給隊伍多作出些貢獻，甚至願意執行危險的戰略。
平時常做的事情是優雅的品茶和看雜誌，亦會協助東處理一些居家事務。
懸賞金：（第1話）500,000 殘金 →（第5話）1,000,000 殘金 →（第15話）2,000,000 殘金 →（第39話）4,000,000 殘金
其他登場作品：《痛快凱撒×豪快者 ~六月的新娘是狸貓味~》
伊狩 鎧（いかり がい）／ 豪快銀
演：池田純矢
第六位入隊隊員，唯一一位出身自地球的成員。自稱是「比誰都更加熱愛超級戰隊的男人」，第17話開始登場，於《豪快者 護星者 超級戰隊199英雄大決戰》結尾以豪快銀的姿態先行登場。
起初在豪快者們外出尋找納比預言的「強悍的銀色男子」時，毛遂自薦說要加入海賊戰隊，但是卻被當成半路跳出來的怪人而遭拒絕。在他展現出豪快銀的力量打倒行動隊長之後，仍抱有懷疑的豪快者們把他帶到豪快帆船上。
第18話中，在豪快者們的疑問下說出自己力量的來歷。原來他在一次搶救兒童的行動中車禍受重傷，躺在醫院中昏迷不醒時，突然靈魂出竅到達死者世界並碰到了龍皇連者、時間火焰、暴連殺手三位在原作陣亡的戰隊追加成員，並得到他們製作的變身器及豪快銀戰隊鑰匙。並獲得他們所屬的恐龍戰隊、未來戰隊和爆龍戰隊三個戰隊的巨大力量。
原本馬比拉斯認為他沒有讓自己中意的特質而拒絕了他的要求。之後鎧在無法變身的情況下依舊無懼地和行動隊長戰鬥，豪快者們承認了他的誠意及毅力後，正式加入為第六位成員。
平時是個熱情到有點聒噪的青年，首度變身時的自我介紹都比他人長很多，正式加入海賊戰隊之後，六人一齊變身下的台詞變成只喊「豪快銀」。本作另外一位搞笑角色。
是一個超級戰隊大粉絲，他對超級戰隊的豐富知識對海賊戰隊日後尋找巨大力量有很大的幫助。之後還因為大家一起變身時，其他人常常弄錯他想要變身的戰隊而特別製作了詳盡的「超級戰隊大百科」。因為對歷代戰隊的前輩如數家珍，加入海賊戰隊後每次見到前輩的時候都能馬上認出來。而且還會很熱烈的衝上去握手和要簽名。
第19話展現出讓大夥驚訝不已的廚藝，再加上身為新人卻表現搶眼而讓在夥伴間感覺自己份量不足的博士覺得受到了冷落而疏遠他。幸好博士在納比的調解下化解成見，一起解決了讓馬比拉斯他們失去戰鬥力量的行動隊長。
平時常做的事情是協助東處理一些居家事務。
於最終話以豪快帆船破壞砲使用“Special Charge--Hade ni Wave(華麗之波)”親手將殘虐皇帝 阿克德斯‧基爾解决。
懸賞金：（第19話）100,000 殘金 →（第39話）300,000 殘金
其他登場作品：《假面騎士×超級戰隊×宇宙刑事 超級英雄大戰Z》、《痛快凱撒×豪快者 ~六月的新娘是狸貓味~》。

### 特殊用語
殘金：宇宙帝國殘虐的現金單位，而豪快者的懸賞金也是以殘金計算。根據第34話劇情，1殘金約等於日幣360圓。

### 其他角色
- 鸚鵡型機器人納比（ナビィ） 配音：田村由香里／台配：孫若薇／港配：黃瑩瑩、陸惠玲(代配)

海賊戰隊的導航器兼寵物，其重要功能是能夠用占卜的方法告訴豪快者們有關寶藏的情報。還擁有通訊中繼功能，當有人發生戰鬥時能迅速通知其他人去支援。其他成員都會叫他名字，但是船長·馬比拉斯一般都叫它「小鳥」。
每隔一段時間就會被馬貝拉斯抓去預言寶藏的相關情報或位置。雖然預言的內容通常不知所云，但準確性很高，每次預言實現時都能夠讓海賊戰隊得到新的力量。
第18話豪快銀－伊狩鎧加入後，因為納比的預言中隱藏的關鍵詞對他這個戰隊通來說非常好懂，所以之後每當納比預言完後，同伴們都會直接請他來幫忙解開謎底，讓豪快者能夠迅速得到歷代戰隊的巨大力量。
於第48話巴斯哥口述，納比是最後打開宇宙最大的寶藏的關鍵，在第49話，納比被歷代超級戰隊的巨大力量照射到之後，變成了一道門，門上鎖上了好幾道鐵鏈，上面掛有34把鎖。將歷代超級戰隊的紅戰士的連者之鑰插入轉開後，門即會開啟，而宇宙最大的寶藏就在裡面。
於《動物戰隊獸王者》第28-29話，為了協助獸王者尋找「大王者的資格」與豪快者6位成員一同回到地球與獸王者成員等人碰頭，在第29話和其他成員一同前往獸王者的住所被留在了獸王者的住處，在戰後卻被豪快者給遺忘；而到了歸來篇《TEN·豪快者》五年期間，為了維持生計，只能靠《超級戰隊競技賽》預測比賽維持基本日常生活開銷。
- 懸賞金：（第44話）50 殘金

納比預言：
第02話：身穿黑衣服的人，會告訴我們好事情哦（第3話獲得《魔法戰隊魔法連者》的巨大力量）
第05話：想找東西去問警察就行了（獲得《特搜戰隊刑事連者》的巨大力量）
第07話：尋找虎之子會有好事哦（獲得《獸拳戰隊激氣連者》的巨大力量）
第08話：去浮空之島會有命運的相遇（第9话獲得《百獸戰隊牙吠連者》的巨大力量）
第11話：務必要注意武士（第12話獲得《侍戰隊真劍者》的巨大力量）
第14話：大伙兒們，要注意交通安全哦（獲得《激走戰隊車連者》的巨大力量，但被納比定位為無法用於戰鬥的力量）
第15話：Danger Ranger 非常危險！（獲得15個追加戰士的連者之鑰）
第17話：會遇到強悍的銀色男子（豪快銀加入，第18話豪快銀啟用三支戰隊之巨大力量，第19話再獲得15個追加戰士的強化力量）
第20話：去見幽閉森林的戰士（獲得黑騎士日向的連者之鑰，並獲得《星獸戰隊銀河人》的巨大力量）
第23話：救助他人會指引你們相遇的（獲得《救急戰隊GOGOV》的巨大力量）
第28話：熊熊燃燒的火之鳥將邪惡的敵人打倒（獲得《鳥人戰隊噴射人》的巨大力量）
第30話：很會玩滑板的獅子正在接近中（獲得《超獸戰隊生命人》的巨大力量）
第31話：U.A.O.H ！（音同嗚阿喔，意思是超力戰隊成員的軍職縮寫）（獲得9個番外戰士的連者之鑰，並獲得《超力戰隊王連者》的巨大力量）
第39話：在諸星學園高校和我握手（獲得《電磁戰隊百萬連者》的巨大力量）
第45話：躲起來的隱連者是找不到的（第46話獲得《忍者戰隊隱連者》的巨大力量）
劇場版《特命戰隊Go Busters VS 海賊戰隊豪快者 THE MOVIE》：在宇宙中流傳著一個傳說，傳說中有五把夢幻的連者之鑰，傳說只要集齊這五把夢幻的連者之鑰就能得到宇宙最強的力量（劇場版《特命戰隊Go Busters VS 海賊戰隊豪快者 THE MOVIE》獲得《特命戰隊Go Busters》的巨大力量）
- 風雷丸　配音：宮田浩德／台：鈕凱暘／港：陳卓智、葉振聲(代配)

第25話登場，起源自《忍風戰隊破裏劍者》，幫助豪快銀擊敗 Jr
造型與原作有著很大的差異，可以跟豪快王合體成破裏劍豪快王。
- 炎神  配音：平田廣明／台：詹君陽／港：鍾見麟

炎神和炎神的兒子，第35話正式登場。
豪快者們的拍檔，機體番號為『13』。口頭禪是「bali bali bali」。
一開始是個反叛青年，一直找不到自己的夢想。之後豪快者在機械世界阻止他的暴走，馬比拉斯的一句話：『想要自己想追求的目標就自己去找』讓他自願加入海賊戰隊做豪快者的搭擋炎神。
因為本身是一部炎神，也和豪快者一起繼承了炎神戰隊轟音者的巨大力量，可以和豪快王合體成轟音豪快王。再加上豪獸神和海賊戰隊巨大力量可合體成完全豪快王。
首個可置入本體炎神魂外，還能置入另一炎神魂的炎神。
- 忍者人（ニンジャマン）　演出：日下秀昭，配音：矢尾一樹／台：詹君陽／港：劉奕希

第45話登場，由於其冒失又常常無意中惹出麻煩的個性，受三神將懲罰而被封印在寢隱神社10年，因此不知道傳說大戰的存在。
由於豪快者在第40話回到過去消滅打算破壞神社的犯人，讓他可以在現代登場。
第46話中得知自己就是《忍者戰隊隱連者》的巨大力量。
- 赤紅（アカレッド）　演出：日下秀昭，配音：古谷徹／台：李勇／港：林保全

已毀滅的赤紅海賊團的船長，船員為巴斯哥和馬貝拉斯及納比。
出自於2007年的30週年《轟轟戰隊冒險者VS超級戰隊》的紀念角色，可變成歷代的主打紅色戰士。
在原作表示是從歷代戰隊隊長們祈求和平心願中所誕生的人。
口號是「傳承著火紅戰魂的繼承者」，每五年合作對象為明石曉、馬貝拉斯、風切大和。
在《轟轟戰隊冒險者VS超級戰隊》中，用的是30週年胸章；但在豪快者是35週年胸章；於獸王者是40週年胸章。
多次在馬貝拉斯迷惘或是遇到困境時浮現在他的記憶中。他過去和馬貝拉斯間的對話或經歷常能讓馬貝拉斯堅定決心努力奮鬥。
根據第48話巴斯哥所說，赤紅其實是地球人。他之所以要在全宇宙中蒐集連者之鑰的目的，其實是打算把它們歸還給原本的超级戰隊力量所有人。

### 宇宙殘虐帝國（Space Empire Zangyack）
- 本作主要惡役勢力，是大約十年前（2001年）開始，就在宇宙中不斷肆虐、毀滅各個行星的邪惡帝國，以其戰鬥力高強的軍隊和戰艦最為自豪，再集合了許多精英人士，使得殘虐帝國因而成為全宇宙最具影響力的大帝國。

- 於故事開始前一段時間，殘虐開始了第一次的地球侵略作戰，但被地球上的34支超級戰隊合力打敗，數年以後，殘虐再次發動第二次侵略作戰，並以地球和月球中間的距離為據點，展開長期侵略。

- 於故事初期由司令官——華爾茲•基爾率領，但在華爾茲被豪快者打敗、戰死以後改由殘虐皇帝——阿古多斯•基爾接手，擔任地球侵略作戰的總指揮，但是在阿古多斯也戰死以後，帝國內部發生分裂，影響力銳減，全面崩潰不過是時間上的問題……。

- 殘虐皇帝 阿古多斯‧基爾（アクドス‧ギル）　演出：岡元次郎，配音：小川真司／台：詹君陽／港：張炳強

殘虐帝國的最高統治者，也是本作中最強大的幕後黑手，宇宙所有星球幾乎都已被殘虐帝國征服，最後僅剩的目標之一就是地球。第37話其身影正式出現，第41話正式登場。親自坐鎮準備征服地球，並消滅豪快者來弔念自己的兒子。而最後卻成為戰隊35年史上死得最慘烈既惡役頭目。
和穿的一身白的兒子完全相反，從頭到腳幾乎清一色都是黑色的配色。配上閃著金光的獨眼更增添其身為皇帝的霸氣。使用的武器是一把巨大的漆黑彎刀，另外他還能從雙肩發射出威力強大的火球。
在第49話末尾，增援艦隊抵達後，率領大艦隊航向地球準備消滅豪快者。第50話開頭，對於海賊戰隊能夠殲滅第一批艦隊感到有點意外。但馬上又派出下一批艦隊，在豪快者面對撲天蓋地的戰艦群正不知所措時，用旗艦巨馬的主砲擊毀了豪快王和豪獸神。之後將自己的影像投射到半空中，對地球人宣告明天一早將開始進行對地球人的全面屠殺。
最終話中，再度親自率領艦隊對地球發動猛烈的轟炸。馬比拉斯和鎧乘坐巴斯哥遺下的戰艦，靠著船上的能量防護罩朝巨馬發動正面突破。他立即下令將之擊落，但仍被兩人在千鈞一髮之際順利攻入了旗艦中。面對大膽殺到主控室的兩名海賊，依然氣定神閒的宣告他們將葬身於此。而且他確實擁有不凡的實力，一開始馬比拉斯和鎧兩人的聯手攻擊全被他坐在椅子上徒手接下。鎧變成黃金模式後總算是逼他拿起武器站了起來，但是自己卻陷入危機。馬比拉斯趁隙操縱巨馬的所有火力往四面八方的戰艦猛轟，不一會就把殘虐引以為傲的大艦隊全部擊落。阿克德斯憤怒的痛擊兩人，但是卻沒料到他們用槍猛轟主控室的操縱裝置這一招。之後兩人將阿克德斯釘在主控室中並用必殺技轟去。不久之後，殘虐帝國的旗艦巨馬因為內部的大爆炸墜毀在附近的荒山中…
祖他們趕到巨馬墜毀的山上，不久後看到馬比拉斯和鎧各自變身成護星紅和轟音雙翼順利逃出。正以為阿克德斯已經和巨馬一起毀滅之時，對方卻還是好端端的出現在眼前。面對殘虐皇帝說他們該乖乖認命受死的宣言，豪快者們以繼承了前34代超級戰隊的力量的第35支超級戰隊－海賊戰隊的全部力量做為回應。面對接連不斷的歷代戰隊變身攻擊，阿克德斯逐漸感到吃力。之後豪快者使出特搜戰隊、魔法戰隊、獸拳戰隊、侍戰隊，和天裝戰隊的強化變身痛擊阿克德斯，再由豪快銀的黃金模式集合所有追加戰士的力量破壞了他的武器。但是雖然已經出現敗象，吃下了豪快者的新團體必殺技的殘虐皇帝還是不死心的發射火砲想要扳回一城。最後在由豪快銀主攻，直接貼在他腹部的豪快帆船迫擊砲零距離砲轟下，統治著大半個宇宙的殘虐帝國皇帝，阿克德斯‧基爾終於被宇宙海賊打倒，粉身碎骨的消失在烈焰中。
於《假面騎士x超級戰隊 超級英雄大戰》中藉由馬貝拉斯組成的歷代戰隊的敵人結成大殘虐帝國與兒子一同再度復活。
名字的由來是日語「あくどすぎる」（意義和他兒子的名字很接近，但程度更甚）
- 新司令官巴卡斯‧基爾（新司令官バッカス・ギル）配音：土師孝也／台：陳彥鈞

殘虐帝國皇帝阿克德斯‧基爾的侄子於劇場版《特命戰隊Go Busters VS 海賊戰隊豪快者 THE MOVIE》登場，為了超越叔叔而跟闇特合作，一起尋找夢幻的連者之鑰，企圖利用夢幻的連者之鑰的力量讓亞空間擴張到整個地球。
- 大科學家 齋延（ザイエン）演出：淺井宏輔，配音：中田讓治／台：徐偉翔／港：梁偉德

殘虐帝國直屬科學研究部門的最高負責人，同時也是殘虐皇帝的左右手。將喬最尊敬的劍術啟蒙導師，殘虐軍特殊部隊前輩志度改造成戰鬥用賽博格－巴利佐古的人也是他。第30話中他按照瓦魯斯‧基爾的計畫，指揮戈冥綁架多位運動健將準備執行「巴利佐古量產計畫」。但是在將目標送到戰艦上前被豪快者及時找到，作戰計畫功虧一簣。他則被欲為前輩報仇的豪快藍用志度的必殺劍法所殺。
替大科學家ザイエン配音的中田讓治過去曾飾演過超獸戰隊生命人中的最終BOSS－大教授比亞斯，在第30話超獸戰隊回歸的劇情安排上，作為本話主要惡役的他很可能是在比擬大教授比亞斯。
名字取自於英語「科學家」（scientist）

#### 殘虐帝國軍親衛隊
- 親衛隊長 迪拉兹維加（デラツエイガー）演出：藤榮史哉，配音：中村悠一／台：待確認／港：陳成港

直屬於阿克德斯‧基爾的親衛隊長。在第11話被皇帝指派來到侵略基地協助瓦魯斯‧基爾，之後在瓦魯斯‧基爾親征的侵略作戰中，單槍匹馬就把豪快者全員打得落花流水，甚至吃下了好幾招前代戰隊必殺技都不痛不癢。但是這次作戰在瓦魯斯‧基爾不慎被馬貝拉斯射傷後中止。第12話面對少了豪快藍的其餘四人更是摧枯拉朽。但是在祖及時趕回後，他不敵海賊戰隊全員羈絆的力量而被打倒。
名字取自於名古屋方言「強橫」。
- 親衛隊員  殺戮（ザツリグ）演出：淺井宏輔，配音：東地宏樹／台：徐偉翔／港：葉振聲

殘虐帝國的皇帝直屬親衛隊精英，在第41話隨著皇帝登上旗艦巨馬。在壓制達瑪拉斯過程中把試圖為他分辯的陰桑給打傷。之後自願前去消滅豪快者來告慰皇子。
曾親手毀滅掉數百個星球，被稱為「行星破壞神」。在毀滅豪快粉紅艾姆的星球時還親手殺了她的父母，是她不共戴天的仇人。經過強化改造的胸前的第三隻眼「眼魔」能夠引發各種效果，在第41話中讓豪快者即使全員一起攻擊也毫無建樹，被打得七零八落。但之後艾姆按照作戰計畫，在馬比拉斯他們與扎茨力格纏鬥時瞄準空隙破壞了眼魔。失去王牌能力的他隨後被豪快粉紅和同伴配合的五段連續變身攻擊重創。最後被豪快者用聯合必殺武器豪快帆船迫擊砲消滅。
名字取自於日語「殺戮」。
- 親衛隊員  戴亂斗（ダイランドー）演出：小倉敏博，配音：江原正士／台：鈕凱暘／港：巫哲棋

殘虐帝國的皇帝直屬親衛隊精英，在第41話隨著皇帝登上旗艦巨馬。講話時會夾雜英文，語調輕浮。但是事實上性格十分殘忍，在壓制達瑪拉斯時不由他分辯就下重手攻擊。對於札茨力格竟然會被豪快者打倒感到有些驚訝。使用的武器是裝在兩隻手手腕上的利爪，還有能自由巨大化的「巨大鐵鎚」。另外兩邊肩膀上還有能發射光束砲的裝置。
第44話中首度出手戰鬥，巨大鐵鎚的攻擊一時之間讓豪快者吃了不少苦頭。但是在該話登場的行動隊長被打倒之前就撤退了。第49話開頭，他出言威嚇陰桑，說她在征服地球作戰成功後一定會被皇帝問罪處死。之後在同一話末尾陰桑被豪快者消滅後，很戲謔的喊了一聲「Goodbye」。之後在第50話末尾率領殘虐軍隊登陸地球，準備執行皇帝抹殺所有地球人的命令。
在最終話開頭與豪快者全員對戰，被鎧的個人必殺技打中但沒受什麼傷。在馬比拉斯和鎧一起去執行突圍攻入殘虐旗艦巨馬的作戰後，由祖，露卡，東和艾姆一起對付他。原本一對四仍然游刃有餘，但在看到殘虐的大艦隊被馬貝拉斯用巨馬的重火力全部擊落後，一時驚慌的他被四人趁隙猛攻，最後被豪快帆船迫擊砲（主鑰匙使用豪快藍）擊殺，滿口「難以置信」的被炸成碎片。
名字取自於日語「大亂鬥」。

#### 地球侵略艦隊

##### 幹部成員
- 司令官 （ワルズ‧ギル）演出：清家利一，配音：野島裕史／台：李勇／港：劉奕希

殘虐皇帝之子。個性高傲自大，喜歡看到被侵略的星球上的居民遭到殘虐軍隊殘殺的痛苦模樣。但是一旦侵略行動受阻就會變得非常暴躁易怒。部屬們稱他為「殿下」或是「華魯斯‧基爾大人」。血液為藍色，雖然身為皇子，但是自身的戰鬥力量不高。
和打下帝國大片江山的父親相比，能力相去甚遠。從小就飽受來自帝國重臣們的壓力。因此非常希望能在這次地球侵略作戰中讓父皇還有達瑪拉斯等重臣們刮目相看。且確實有時能想出相當有水準的作戰計畫，但是都因關鍵時刻運氣欠佳或是因為好大喜功太過自信，不顧達瑪拉斯等下屬的勸告最終失敗。有時幹部亦會不經意的暗指其能力偏低。軍事指揮官的威嚴岌岌可危。
雖然一開始作戰失敗時只會耍脾氣發飆或是傷心昏倒，但是在一次接一次的失敗後，也有覺悟到自己必須有所表現才能維護司令官的威信。因此才會堅持在第37話中親自駕駛殘虐最強決戰機－グレートワルズ去對付豪快者。在第38話，唯一信任的部下－巴利佐古被豪快藍打倒後更是不顧達瑪拉斯的阻止要去消滅豪快者。本系列當中他的某些台詞是在向其他知名的動畫或特攝作品致敬。
第38話由於操控的殘虐決戰機——グレートワルズ被海賊戰隊最強機神——完全豪快王打敗，在因為機體毀壞所引發的大爆炸中喪生。
於《假面騎士x超級戰隊 超級英雄大戰》中藉由馬貝拉斯組成的歷代戰隊的敵人結成大殘虐帝國與父皇一同再度復活。
名字取自於日語「極度邪惡」（悪過ぎる）。
- 參謀長 達瑪拉斯（ダマラス）演出：日下秀昭，配音：石井康嗣／台：張騰／港：蔡德鈞

負責輔佐瓦爾斯‧基爾，兼具高強戰鬥力與冷靜頭腦的戰鬥專家。第42話中，曾經加入殘虐軍的喬更稱呼他為「全宇宙最強的男人」。身為司令官輔佐，對長官瓦魯斯‧基爾也會直言進諫。軍中事務在腦袋整理得清清楚楚。但是基於輔佐的身分沒辦法推翻司令官的決議，也因此無力阻止瓦魯斯的親征而導致殘虐帝國皇子命喪在地球。
第18話對於瓦魯斯‧基爾在自己苦思出來的作戰計畫被破壞後精神受創昏倒一事反而感到輕鬆自在，似乎已經看出他是個能力不足的指揮官。由第37話中，他得知皇帝屬意讓瓦魯斯‧基爾擔任作戰司令官時的反應可以推斷他認為皇子還不足以擔當如此重任。但是被任命為參謀的他還是很忠心的執行職責，是個很忠義的帝國重臣和軍人。
第15話派出巨大斯戈冥讓巴斯哥見識到戰隊巨大力量的存在。之後還親自登上巴斯哥的飛艇暗示他快點動手對付力量已經越來越強大的海賊們，從談話中可以確定兩人在更早以前就已經認識。甚至可能就是和巴斯哥合作發動毀滅赤紅海賊團的作戰的人。第31話中對於巴斯哥終於展現出真面目和真正的實力並不感到驚訝，但是對於他並沒有一口氣解決豪快者感到憤怒，也更加堅定了要盡快消滅掉豪快者的決心。
第41話開頭被親自出征指揮侵略地球作戰的殘虐皇帝，阿克德斯‧基爾問罪囚禁。但在禁衛軍精銳札茨力格被豪快者打倒後，皇帝答應了陰桑的請求將其釋放去對付豪快者。以貨真價實的「宇宙第一」的力量壓倒了巴斯哥讓他答應一起去殲滅海賊。率先遭遇到他的博士等四人馬上領教到他一劍毀掉一棟高樓大廈的恐怖力量。之後即使馬貝拉斯和喬趕到，六人一起圍攻仍然毫無招架之力。之後在巴斯哥也現身前後包夾的情況下，豪快者遭遇到最大的危機。最後結果是喬、露卡、艾姆和鎧被巴斯哥的全力斬擊給打得無影無蹤，馬貝拉斯被達瑪拉斯打倒擒獲，只剩下在殘虐眼中無足輕重的博士。
第43話親自主持馬貝拉斯的處刑。但在執行的前一刻，被博士發動出人意料的單刀正面突擊所妨礙，氣急之下親自動手對付原本只當成螻蟻的角色。但是卻誤中博士的計畫讓納比趁隙解開了馬貝拉斯的鎖鏈。之後更驚訝的發現原本已經被巴斯哥消滅的四人竟然還活著。因而露出空隙被巴斯哥從背後刺了一刀。原來一心要得到大寶藏的巴斯哥為了讓海賊戰隊能夠繼續收集巨大力量而命令薩利救了他們。巴斯哥離開後，豪快者面對已經受創的達瑪拉斯仍然陷入險境。但是博士和馬貝拉斯在夥伴們的捨身掩護下瞄準他出招的空檔發動閃電連續快攻。最後在吃下連續兩次海賊迫擊砲的必殺攻擊後，達瑪拉斯終於倒下。隨後的巨大戰，亮出隱藏武器的他甚至能夠力壓豪快王和豪獸神。但是最終不敵戰隊巨大力量的聯合攻擊，被魔法飛龍、特搜衝鋒車、紅獅王、風雷丸和完全豪快王的聯合最終必殺技擊敗。
於《特命戰隊Go Busters VS 海賊戰隊豪快者 THE MOVIE》與巴斯克及Escape再度以數據製成的分身（Avatar）復活，要將Go Busters與豪快者殲滅，但最後被豪快綠、豪快粉紅和豪快銀打倒消失。
名字取自於日語「沉默」（黙らす）。
- 開発技官 陰桑（インサーン）演出：大林勝，配音：井上喜久子／台：孫若薇／港：詹健兒

瓦魯斯手下的女幹部，製造各種武器的瘋狂科學家，也會對行動隊長們進行強化改造。常對長官瓦魯斯‧基爾展現出曖昧的態度。不過私底下其實對他的領導能力抱持懷疑的態度。對於參謀長 達瑪拉斯卻是非常敬重，不但在皇帝下令囚禁他時出言辯護，甚至在札茨力格被豪快者打倒後請求讓達瑪拉斯去為皇子報仇。
本作中被豪快者們打倒的行動隊長和士官斯戈冥、親衛隊德戈冥，都是用她所開發，由殘虐艦隊旗艦—巨馬上發射出去的復活放大射線照射殘骸後復活巨大化的。不過和過去歷代戰隊的巨大化有些不同，復活對象死亡前身上留下的某些創傷無法恢復。（例如第32話中シールドン的盾牌，第41話中札茨力格的眼魔等）
於第14話愛上激走戰隊車連者的紅車手陣內恭介，但最後還是被甩。另外從第30話的劇情中可以判斷她對帝國本星的大科學家宰因抱持著相當強烈的對抗意識，當他被豪快者打倒，必須使用復活射線進行巨大戰時，她表現出來的態度很明顯的相當得意。
第49話，由於殘虐的增援部隊即將抵達。被皇帝和戴蘭多告知等到將豪快者消滅，順利征服了地球後；就是清算她讓司令官瓦魯斯‧基爾在侵略戰中陣亡的罪過的時候。為了將功贖罪，她不得不使用自己根據決戰機グレートワルズ的設計打造出來的グレートインサーン前去和豪快者戰鬥。雖然一開始有佔到上風，但是隨即被豪快者新入手的巨大力量所破解。グレートインサーン被破壞後，她在德戈冥的增援下負隅頑抗，可惜最終還是含恨死在豪快帆船破壞砲的攻擊下。
名字取自於日語「陰沉」（陰惨）。
- 特務軍官 （バリゾーグ）演出：岡元次郎，配音：進藤學／台：鈕凱暘／港：陳卓智、葉振聲(代配)

一名賽博格，常稱呼瓦魯斯‧基爾為「老大」（ボス），對他的命令忠實服從。戰鬥力相當優異。
在第11話中揭露其真正的身份是喬以前待在殘虐軍的特殊部隊時的前輩志度。兩人一起從殘虐軍叛逃後，他不幸被捕並遭帝國首席科學家宰因改造成現在生化機械人的模樣，過去的一切經歷，包括和喬之間的記憶全部都被消去。雖然第12話中喬試圖喚回他的記憶，但最終宣告失敗，不得不定下將來須和前輩決一死戰的決心。
在第37話中再次和喬一對一決鬥，但還沒分出勝負就被駕駛殘虐最強決戰機的瓦魯斯‧基爾打斷戰鬥。之後在第38話接受瓦魯斯‧基爾的命令去確認豪快者們的生死。在途中因為命運的安排和喬相遇。兩人最後的決鬥，他不敵喬無論如何要打敗他和同伴會合的決心而被喬用志度親手教的十字劍法打倒。在「巴利佐古」的機能停止後，志度的靈魂總算獲得拯救，在指示了喬夥伴們所在的方向後離開了人世。
名字取自於日語「穢言」（罵詈雑言=）。

##### 中級戰線
- 行動隊長

執行前線作戰指揮的帝國精鋭宇宙人，地位相當於以往戰隊作品中的怪人。
一般會經由陰桑的改造手術強化本身的特殊能力。
各行動隊長可參見播放列表。
- 行動隊長 穆查布林（ムチャブリン） 配音：宮下榮治

只有在《海賊戦隊ゴーカイジャー オリジナルアルバム お宝サウンドボックス 1》登場的怪人。
名字取自於日語的「胡來」（無茶ぶり）。
- 行動隊長 （ジェラシット）演出：佐藤太輔，配音：櫻井孝宏／台：詹君陽／港：李凱傑

第14話初登場，跟蔭桑是同級生，屢次想在她面前展現風光一面，均以失敗告終。
第24話再度登場，但被殘虐帝國當成垃圾，成為章魚燒店老闆的寵物，想要成為章魚燒學徒卻被老闆媽媽反對，救了老板媽媽後兩人私奔，經營宇宙溫泉旅館業。
第42話經營溫泉旅館有成，登上雜誌封面標題。
於劇場版《海賊戰隊豪快者 VS 宇宙刑事卡邦 The Movie》中成為宇宙刑警之階下囚。
於劇場版《特命戰隊Go Busters VS 海賊戰隊豪快者 THE MOVIE》再度登場。
名字取自於英語的「嫉妬」（jealousy）。
- 皇帝親衛隊 德戈冥（ドゴーミン）配音：堂坂晃三、森訓久／港：蕭徽勇、馮錦堂

直屬於皇帝的親衛隊。長相和斯戈冥很像但是以紅色為主色。戰鬥力跟速度號稱甚至比行動隊長還要高。有兩名在第37話出現，已經在38話戰死。之後在第41話有大量親衛隊乘著專用飛艇隨著皇帝來到地球侵略基地。

##### 下級軍旅
- 軍官 斯戈冥（スゴーミン）配音：下山吉光、松田健一郎、內匠晴明、田村健亮

士兵戈冥的領導者。以藍色為主色。力量明顯提昇，在重生巨大化後更擁有變形的能力（如第3話變成戰鬥機，第9話變成摩托車）。和戈冥相比擁有一定程度的語言能力。
- 下級戰鬥員戈冥（ゴーミン）

以集團方式行動的帝國下級雜兵。以灰色為主色。武器包括斧、棒、步槍與火箭砲等多種。
相對於其他作品的雜兵，他們顯得比較有個性，會玩牌，無聊時也會打發時間。
名字取自於日語「垃圾」（ゴミ）。

### 私掠船
-  演員：細貝圭、淺井宏輔（怪人）／台：詹君陽（人型）／港：周倚天

前赤紅海賊團成員，與赤紅船長、馬貝拉斯一同尋找連者之鑰，但是為了獨佔「宇宙最大的寶藏」而與殘虐帝國相互勾結並背叛了赤紅。
當時原本想私吞所有的連者之鑰，從而得到大寶藏但是多被赤紅捨命奪回並傳給馬比拉斯。
在赤紅海賊團覆滅後，巴斯哥成為了殘虐認可的海賊。他開著自己的私掠船橫行在宇宙中，並且收集到之前三人所沒有找到的歷代超級戰隊後期成員 和輔助成員的連者之鑰。並且可使用手上的喇叭將複數把連者之鑰中的戰士力量具象化並加以操控。此外，這支喇叭還能夠強行奪取戰隊前輩們所持有的巨大力量。和殘虐軍參謀長達瑪拉斯認識已久，可能就是透過他和帝國搭上了線。不相信任何人，只與宇宙猿猴薩利為伴。座右銘是「想要得到些什麼，就必須放棄掉些什麼」。
在第31話失去了所有的連者之鑰後，面對以為他已無還手之力的豪快者們，現出真身，以怪人形態一擊把豪快者全部打倒，正式展現出符合（甚至超越）其3,000,000元懸賞金的真正實力，並向馬貝拉斯展示了他已經奪走的《光戰隊覆面人》、《超新星閃光人》、《電擊戰隊變化人》的巨大力量。以「留他們活口能幫他收集到更多的巨大力量」的理由放了豪快者們一條生路之後和薩利信步離去。
第42話，因為不敵宇宙最強的殘虐大將達瑪拉斯，不得不答應一起去殲滅海賊戰隊。在豪快者們受到達瑪拉斯痛擊下打算撤退時現身封住退路。之後和薩利一起對付豪快藍、黃、粉紅，和銀，最後用兩道斬擊讓他們消失在火海中。達瑪拉斯擒下馬貝拉斯之後，他撿起豪快紅的連者之鑰和手機與達瑪拉斯一起消失。
緊接著在第43話，在馬貝拉斯將被處刑前夕現身。並向他展示了自己新得到的《太陽戰隊太陽火神》和《地球戰隊五人組》的巨大力量。之後在博士單騎突擊吸引達瑪拉斯注意，好讓納比趁機救出馬貝拉斯的時候刻意視而不見。並在達瑪拉斯看到還活著的喬他們因而露出破綻時從背後暗算了他一刀。之後把豪快紅的連者之鑰和手機還給馬比拉斯，主動提出等34種巨大力量都找齊了之後，彼此再來做個了斷的提議之後和薩利一起離開。
於《海賊戰隊豪快者 VS 宇宙刑事卡邦 The Movie》中達算趁著馬貝拉斯等人進入魔空空間的時候企圖將連者之鑰同豪快帆船拿到手，但幸好被第36支新的超級戰隊《特命戰隊Go Busters》成功阻止。
第47話，在薩利肚子裡的生化機械都用光後，他對薩利下了從豪快帆船上把鑰匙寶箱偷來的指令。並且為了讓計畫能順利進行，不惜將薩利打成重傷。之後薩利雖然按照他的指示行動，但是牠拿到的是豪快者事先掉包的空箱子。隨後薩利在經過一番內心掙扎後決定投向豪快者的陣營。想不到巴斯克卻早瞄準這個時機，先用47話替薩利戴上的的項鍊將馬貝拉斯炸成重傷昏迷。之後再變身成怪人型態輕鬆打敗了其餘五人，將包含豪快者在內的所有超級戰隊連者之鑰、34種巨大力量、豪快帆船和納比全都拿到手。
第48話，在準備使用超級戰隊巨大力量開啟通往大寶藏的門前，因為納比脫逃而用喇叭將豪快者實體化去把牠抓回來。豪快紅順利達成任務，但其他五人其實是潛入船上後順利打倒自己的連者之鑰準備伺機偷襲的喬他們。未能一舉擊敗巴斯哥的五人先和實體化的豪快紅對戰並取勝。但是仍然無法對付巴斯哥的怪人型態。連豪快帆船迫擊砲的必殺攻擊都被他硬是擋了回去。這時馬貝拉斯拖著帶傷的身體趕到，最後就由巴斯哥和豪快紅作賭上性命的單挑決鬥。經過幾度武器易手的激烈對戰後，兩人對對方使出最後的零距離攻擊。結果是馬貝拉斯因為薩利身上的項鍊殘片擋住了一發子彈而躲過致命傷。終於體會到人算不如天算的巴斯哥在慘笑幾聲後倒地身亡，屍體化為飛灰四散消失，只留下剛剛搶來的豪快黃、綠、粉紅、藍、銀連者之鑰。他和馬貝拉斯間的恩怨也就此畫下句點。
在劇場版《特命戰隊Go Busters VS 海賊戰隊豪快者 THE MOVIE》與達瑪拉斯再度以數據製成的分身（Avatar）復活，要將Go Busters與豪快者殲滅，但最後被豪快紅、豪快藍和豪快黃打倒消失。
於《宇宙戰隊九連者 VS SPACE SQUAD》中被幻魔空界十二使徒戴蒙斯特藉由球玉的方式復活，最後隨著戴蒙斯特失去力量而消失。
於《機界戰隊全界者 THE MOVIE 赤色戰鬥！全戰隊大集會！！》中藉由「超級惡者惡徒」的力量在新世界與薩利一同作為歴代怪人登場，在「超級惡者惡徒」被全界者擊敗後，自身所處的世界跟著解放後，也跟著薩利及歴代怪人一同消失。
懸賞金：（赤紅海賊團）3,000,000 殘金 → （第44話）10,000,000 殘金
| 年分 | 戰隊             | 戰隊成員 及 巴斯克使用情況備註 |
| ---- | ---------------- | --- |
| 1992 | 恐龍戰隊獸連者   | - 龍皇連者 - 第15話第一批被召喚的戰士，被豪快藍打敗後變回鑰匙並被海賊戰隊豪快者收入囊中。 |
| 1993 | 五星戰隊大連者   | - 牙連者 - 第15話第二批被召喚的戰士，和護星騎士聯手制服豪快藍。 - 第16話被豪快藍和豪快綠聯手擊退後被豪快者必殺技打敗變回鑰匙並被海賊戰隊豪快者收入囊中。 |
| 1995 | 超力戰隊王連者   | - 國王連者 - 第15話第一批被召喚的戰士，被豪快黃打敗後變回鑰匙並被海賊戰隊豪快者收入囊中。 |
| 1996 | 激走戰隊車連者   | - 高幫恩 - 第16話尾聲被巴斯克拿在手中的連者之鑰。 - 第31话被召喚，之後被豪快者必殺技打敗變回鑰匙並被海賊戰隊豪快者收入囊中。 |
| 1997 | 電磁戰隊百萬連者 | - 百萬銀 - 第15話第二批被召喚的戰士，和牙吠銀聯手制服豪快綠。 - 第16話被豪快藍和豪快綠聯手打敗後變回鑰匙並被海賊戰隊豪快者收入囊中。 |
| 1998 | 星獸戰隊銀河人   | - 黑騎士/日向 - 第16話尾聲被巴斯克拿在手中的連者之鑰。 - 第20話被召喚，被豪快銀用黃金模式擊敗後變回鑰匙，連同星獸戰隊的巨大力量一起被海賊戰隊豪快者收入囊中。 |
| 2000 | 未來戰隊時連者   | - 時間火焰 - 第15話第一批被召喚的戰士，被豪快紅打敗後變回鑰匙並被海賊戰隊豪快者收入囊中。 |
| 2001 | 百獸戰隊牙吠連者 | - 牙吠銀 - 第15話第二批被召喚的戰士，和百萬銀聯手制服豪快綠。 - 第16話被豪快藍和豪快綠聯手打敗後變回鑰匙並被海賊戰隊豪快者收入囊中。 |
| 2002 | 忍風戰隊破裏劍者 | - 手裡劍者 - 第15話第一批被召喚的戰士，被豪快綠打敗後變回鑰匙並被海賊戰隊豪快者收入囊中。 |
| 2003 | 爆龍戰隊暴連者   | - 暴殺手 - 第15話第二批被召喚的戰士，和冒險銀聯手制服豪快粉紅。 - 第16話被豪快黃和豪快粉紅聯手打敗後變回鑰匙並被海賊戰隊豪快者收入囊中。 |
| 2004 | 特搜戰隊刑事連者 | - 刑事布雷克 - 第15話第一批被召喚的戰士，被豪快粉紅打敗後變回鑰匙並被海賊戰隊豪快者收入囊中。 - 刑事先鋒 - 第16話尾聲被巴斯克拿在手中的連者之鑰。 - 第20話被召喚。被海賊戰隊打敗變回鑰匙後由薩利回收。 - 第31話再次被召喚，之後被豪快者必殺技打敗變回鑰匙並被海賊戰隊豪快者收入囊中。 - 刑事天鵝 - 第16話尾聲被巴斯克拿在手中的連者之鑰。 - 第31话被召喚，之後被豪快紅變身的Oh Red打敗變回鑰匙並被海賊戰隊豪快者收入囊中。 |
| 2005 | 魔法戰隊魔法連者 | - 魔法光 - 第15話第二批被召喚的戰士，和真劍金聯手牽制豪快紅。 - 第16話被豪快紅擊退後被豪快者必殺技打敗變回鑰匙並被海賊戰隊豪快者收入囊中。 - 火焰烏薩德 - 第16話尾聲被巴斯克拿在手中的連者之鑰。 - 第20話被召喚。被海賊戰隊打敗變回鑰匙後由薩利回收。 - 第31話再次被召喚，之後被豪快銀用豪獸神打敗變回鑰匙並被海賊戰隊豪快者收入囊中。 - 魔法媽媽 - 第16話尾聲被巴斯克拿在手中的連者之鑰。 - 第20話被召喚。被海賊戰隊打敗變回鑰匙後由薩利回收。 - 第31話再次被召喚，之後被豪快者必殺技打敗變回鑰匙並被海賊戰隊豪快者收入囊中。 |
| 2006 | 轟轟戰隊冒險者   | - 冒險銀 - 第15話第二批被召喚的戰士，和暴殺手聯手制服豪快粉紅。 - 第16話被豪快黃和豪快粉紅聯手打敗後變回鑰匙並被海賊戰隊豪快者收入囊中。 - 黃金之劍 茲邦 - 第16話尾聲被巴斯克拿在手中的連者之鑰。 - 第23話被召喚。被海賊戰隊打敗變回鑰匙後由薩利回收。 - 第31話再次被召喚，之後被豪快銀用豪獸神打敗變回鑰匙並被海賊戰隊豪快者收入囊中。 |
| 2007 | 獸拳戰隊激氣連者 | - 黑獅子 理央 - 第16話尾聲被巴斯克拿在手中的連者之鑰。 - 第23話被召喚。被海賊戰隊打敗變回鑰匙後由薩利回收。 - 第31話再次被召喚，之後被豪快者用王連者的必殺武器打敗變回鑰匙並被海賊戰隊豪快者收入囊中。 - 變色龍 梅麗 - 第16話尾聲被巴斯克拿在手中的連者之鑰。 - 第23話被召喚。被海賊戰隊打敗變回鑰匙後由薩利回收。 - 第31話再次被召喚，之後被豪快者用王連者的必殺武器打敗變回鑰匙並被海賊戰隊豪快者收入囊中。 |
| 2008 | 炎神戰隊轟音者   | - 轟音金、轟音銀 - 第15話第二批被召喚的戰士，聯手制服豪快黃。 - 第16話被豪快黃和豪快粉紅聯手擊退後被豪快者必殺技打敗變回鑰匙並被海賊戰隊豪快者收入囊中。 |
| 2009 | 侍戰隊真劍者     | - 真劍金 - 第15話第二批被召喚的戰士，和魔法光聯手牽制豪快紅。 - 第16話被豪快紅打敗後變回鑰匙並被海賊戰隊豪快者收入囊中。 - 真劍紅（女） - 第16話尾聲被巴斯克拿在手中的連者之鑰。 - 第31話被召喚，之後被豪快者用王連者的必殺武器打敗變回鑰匙並被海賊戰隊豪快者收入囊中。 |
| 2010 | 天裝戰隊護星者   | - 護星騎士 - 護星騎士是第15話第二批被召喚的戰士，和牙連者聯手制服豪快藍。 - 第16話被豪快藍和豪快綠聯手擊退後被豪快者必殺技打敗變回鑰匙並被海賊戰隊豪快者收入囊中。 |

- 宇宙猿猴薩利（サリー）演出：小倉敏博／配音：大村亨

是不信任別人的巴斯克的同伴兼護衛，也能操縱艦艇。喜歡吃香蕉，經由巴斯克的訓練擁有相當程度的肉搏戰鬥能力。使用兩片鈸作為武器。
肚子的空腔中裝著七個能夠巨大化的生化機械生命體。
第47話在巴斯哥的命令下，以受重傷的苦肉計潛入豪快帆船欲偷取連者之鑰的寶箱，可是被豪快者識破而進行反跟蹤。隔天在把寶箱帶回去給巴斯哥的時候，牠夾在巴斯哥和海賊眾之間，一時間不知道繼續跟隨巴斯哥還是改投向海賊這邊。最後牠在馬貝拉斯的喊話加上害怕巴斯哥為了達到目的可以毫不猶豫把自己打成重傷的冷血，牠決定改跟著海賊們。不料這正中巴斯哥下懷，他用遙控器引爆薩利脖子上的項鍊，要把站在牠旁邊的馬貝拉斯給解決掉。眼見已經來不及拆除炸彈。牠毅然將項鍊收入肚子空腔，最後被炸彈炸成粉碎。但也因此保護馬貝拉斯沒被當場炸死。
於《機界戰隊全開者 THE MOVIE 赤色戰鬥！全戰隊大集會！！》中藉由「超級惡者惡徒」的力量在新世界與巴斯哥一同作為歴代怪人登場，在「超級惡者惡徒」被全開者擊敗後，自身所處的世界跟著解放後，也跟著巴斯哥及歴代怪人一同消失。
懸賞金：（第44話）50 殘金

### 客串參演的歷代惡役
本作品中有歷代戰隊演員以客串形式再次飾演當年的戰隊角色參與演出，當然就會有惡役客串演出：（依照戰隊年分排列）
| 戰隊年分 | 所屬戰隊的敵人                         | 角色名稱（CV）                                                                    | 出場話數                                                                                            |
| -------- | -------------------------------------- | --------------------------------------------------------------------------------- | --------------------------------------------------------------------------------------------------- |
| 1975年   | 《秘密戰隊五連者》                     | 棒球假面（CV：永井一郎）                                                          | 《海賊戰隊豪快者 The Movie 飛天幽靈船》 《假面騎士x超級戰隊 超級英雄大戰》                          |
| 1975年   | 《秘密戰隊五連者》                     | （CV：堀秀行）                                                                    | 《豪快者 護星者 超級戰隊199英雄大決戰》 《假面騎士x超級戰隊 超級英雄大戰》                          |
| 1984年   | 《超電子生化人》                       | （CV：林一夫）                                                                    | 《假面騎士x超級戰隊 超級英雄大戰》                                                                  |
| 2002年   | 《忍風戰隊破裏劍者》                   | Jr（CV：島田敏）                                                                  | 第25-26話                                                                                           |
| 2002年   | 《忍風戰隊破裏劍者》                   | Jr（CV：池田秀一）                                                                | 第25話                                                                                              |
| 2003年   | 《爆龍戰隊暴連者》                     | （CV：津久井教生）                                                                | 《海賊戰隊豪快者 VS 宇宙刑事卡邦 The Movie》 《特命戰隊Go Busters VS 海賊戰隊豪快者 THE MOVIE》     |
| 2004年   | 《特搜戰隊刑事連者》                   | （CV：中尾隆聖）                                                                  | 《海賊戰隊豪快者 The Movie 飛天幽靈船》                                                             |
| 2005年   | 《魔法戰隊魔法連者》                   | （CV：大塚明夫）                                                                  | 《豪快者 護星者 超級戰隊199英雄大決戰》 《假面騎士x超級戰隊 超級英雄大戰》                          |
| 2005年   | 《魔法戰隊魔法連者》                   | 《假面騎士x超級戰隊 超級英雄大戰》                                                | |
| 2005年   | 《魔法戰隊魔法連者》                   | （CV：渡邊美佐）                                                                  | 《海賊戰隊豪快者 VS 宇宙刑事卡邦 The Movie》                                                        |
| 2006年   | 《轟轟戰隊冒險者》                     | （CV：森田順平） （CV：西脇保）                                                   | 第21話                                                                                              |
| 2006年   | 《轟轟戰隊冒險者》                     | （山崎真實 飾)                                                                    | 《海賊戰隊豪快者 VS 宇宙刑事卡邦 The Movie》 《我們是獎金收益團》                                   |
| 2006年   | 《轟轟戰隊冒險者》                     | （CV：銀河萬丈）                                                                  | 《海賊戰隊豪快者 VS 宇宙刑事卡邦 The Movie》                                                        |
| 2006年   | 《轟轟戰隊冒險者》                     | 《假面騎士x超級戰隊 超級英雄大戰》                                                | |
| 2007年   | 《獸拳戰隊激氣連者》                   | （CV：增谷康紀）                                                                  | 第7話                                                                                               |
| 2007年   | 《獸拳戰隊激氣連者》                   | （CV：石田彰)                                                                     | 《海賊戰隊豪快者 VS 宇宙刑事卡邦 The Movie》                                                        |
| 2008年   | 《炎神戰隊轟音者》                     | （CV：梁田清之）                                                                  | 《豪快者 護星者 超級戰隊199英雄大決戰》 《假面騎士x超級戰隊 超級英雄大戰》                          |
| 2008年   | 《炎神戰隊轟音者》                     | 《假面騎士x超級戰隊x宇宙刑事 超級英雄大戰Z》                                      | |
| 2008年   | 《炎神戰隊轟音者》                     | （及川奈央 飾)                                                                    | 《海賊戰隊豪快者 The Movie 飛天幽靈船》 《海賊戰隊豪快者 VS 宇宙刑事卡邦 The Movie》                |
| 2008年   | 《炎神戰隊轟音者》                     | （CV：銀河萬丈）                                                                  | 第35-36話 《假面騎士x超級戰隊 超級英雄大戰》                                                        |
| 2008年   | 《炎神戰隊轟音者》                     | （CV：黑田崇矢）                                                                  | 第35話                                                                                              |
| 2008年   | 《炎神戰隊轟音者》                     | （CV：真殿光昭） （CV：梁田清之）                                                 | 《海賊戰隊豪快者 VS 宇宙刑事卡邦 The Movie》                                                        |
| 2009年   | 《侍戰隊真劍者》                       |                                                                                   | 《假面騎士x超級戰隊 超級英雄大戰》 《動物戰隊獸王者》第29話                                         |
| 2009年   | 《侍戰隊真劍者》                       | 《假面騎士x超級戰隊 超級英雄大戰》                                                | |
| 2009年   | 《侍戰隊真劍者》                       | （唐橋充 飾）                                                                     | 《宇宙戰隊九連者 VS SPACE SQUAD》                                                                   |
| 2009年   | 《侍戰隊真劍者》                       | （CV：長島茂）                                                                    | 第40話                                                                                              |
| 2010年   | 《天裝戰隊護星者》                     | （CV：飛田展男）                                                                  | 《豪快者 護星者 超級戰隊199英雄大決戰》 《假面騎士x超級戰隊 超級英雄大戰》 《動物戰隊獸王者》第29話 |
| 2010年   | 《天裝戰隊護星者》                     | エージェント的メタルA（CV：井上麻里奈）                                           | 第40話                                                                                              |
| 2010年   | 《天裝戰隊護星者》                     | ショットのザンKT0（CV：武虎）                                                     | 第40話                                                                                              |
| 2010年   | 《天裝戰隊護星者》                     | （CV：高口公介） （CV：小杉十郎太）                                               | 《海賊戰隊豪快者 VS 宇宙刑事卡邦 The Movie》                                                        |
| 2010年   | 《天裝戰隊護星者》                     | （CV：飯塚昭三）                                                                  | 《海賊戰隊豪快者 VS 宇宙刑事卡邦 The Movie》 《假面騎士x超級戰隊 超級英雄大戰》                     |
| 2010年   | 《天裝戰隊護星者》                     | 《假面騎士x超級戰隊 超級英雄大戰》                                                | |
| 2012年   | 《特命戰隊Go Busters》                 | （陳內將 飾）                                                                     | 《特命戰隊Go Busters VS 海賊戰隊豪快者 THE MOVIE》                                                  |
| 2012年   | 《特命戰隊Go Busters》                 | （水崎綾女 飾）                                                                   | 《特命戰隊Go Busters VS 海賊戰隊豪快者 THE MOVIE》 《宇宙戰隊九連者 VS SPACE SQUAD》                |
| 2012年   | 《特命戰隊Go Busters》                 | （CV：陳內將） （CV：水崎綾女）                                                   | 《特命戰隊Go Busters VS 海賊戰隊豪快者 THE MOVIE》 《動物戰隊獸王者》第29話                         |
| 2013年   | 《獸電戰隊強龍者》                     | 蝶絕神亡領                                                                        | 《動物戰隊獸王者》第29話                                                                            |
| 2014年   | 《烈車戰隊特急者》                     | 暗黑皇帝傑特                                                                      | 《動物戰隊獸王者》第29話                                                                            |
| 2015年   | 《手裏劍戰隊忍忍者》                   | 十六夜九衛門（CV：潘惠美）                                                        | 《機界戰隊全界者 THE MOVIE 赤色戰鬥！全戰隊大集會！！》                                             |
| 2016年   | 《動物戰隊獸王者》                     | 邦葛雷（CV：神奈延年）                                                            | 《動物戰隊獸王者》第28-29話 《機界戰隊全界者 THE MOVIE 赤色戰鬥！全戰隊大集會！！》                 |
| 2017年   | 《宇宙戰隊九連者》                     | 戴蒙斯特（CV：日野聡）                                                            | 《宇宙戰隊九連者 VS SPACE SQUAD》                                                                   |
| 2018年   | 《快盜戰隊魯邦連者VS警察戰隊巡邏連者》 | 柴明哥・戴爾馬（入江甚儀飾）                                                      | 《機界戰隊全界者 THE MOVIE 赤色戰鬥！全戰隊大集會！！》                                             |
| 2019年   | 《騎士龍戰隊龍裝者》                   | 鎧裝具（淺川梨奈飾）、(CV：關智一） 究極大撒旦                                    | 《連續4週特別篇 超級戰隊最強對戰!!》                                                                |
| 2021年   | 《機界戰隊全開者》                     | 超級惡者惡徒（CV：關智一）                                                        | 《機界戰隊全界者 THE MOVIE 赤色戰鬥！全戰隊大集會！！》                                             |
| 2021年   | 《機界戰隊全開者》                     | 波特迪烏斯（CV：岡本信彥） Dr.伊歐卡魯（CV：立花慎之介） 燒肉惡徒（CV：長嶝高士） | 《機界戰隊全開者VS煌輝者VS前輩者》                                                                  |
| 2024年   | 《爆上戰隊BoonBoomger》                | 寶箱苦魔(CV：野島裕史）                                                           | 《爆上戰隊BoonBoomger》爆上43                                                                       |

## 豪快者裝備

### 初期成員共通裝備
- 海賊變身手機

手機型變身器。成員在喊出「豪快變身」（豪快チェンジ!）的同時，將連者之鑰插入手機上的鑰匙孔並旋轉，手機就會變形成海賊的標誌，同時召喚力量變身為豪快者等45支超級戰隊的成員。全體變身時戰隊名會以電子語音發聲。由於並無使用者的特殊限制，因此一般人只要手中有了海賊手機與連者之鑰均可變身。另外，當巨大化敵人出現時，船長還能用手機呼叫豪快帆船前來支援。
- 海賊腰帶

連接著收藏連者之鑰的寶箱，想要拿出連者之鑰時，只要想像該位戰士，鑰匙就會傳送到腰帶扣的內側，之後拍一下帶扣頂端的活門就能把連者之鑰轉到外面。
- 豪快軍刀、豪快手槍 音效：关智一

豪快銀外的五位豪快者每人都各有一把豪快軍刀和豪快手槍為武器，而且和之前的戰隊不同，成員間會在戰鬥中交換武器作戰。
五個人各有各的戰鬥風格，豪快綠和豪快粉紅善於使用雙槍射擊；而豪快藍偏好用雙刀作二刀流攻擊；豪快黃則能在雙刀刀柄連上絲線作出遠距離斬擊（另外亦能把刀柄連接為一把雙頭刀）；豪快紅則是交換後還是一手使刀一手拿槍。
把連者之鑰插入到刀或槍中，可發動必殺技終極波動（Final Wave）。
- Final Wave五人聯合必殺技:

- 豪快 Slash（豪快砍擊）（第1、6、8、12、23、32話使用）

五人以軍刀發動終極波動，發出五把光之刃砍擊敵人。
- 豪快 Blast（豪快爆破）（第3、7、9、13、20話使用）

五人以槍發動終極波動，發出五色光彈射擊敵人。
- 豪快 Scramble（豪快亂舞）

Ver.1：五人同時以軍刀及槍發動終極波動，先由豪快綠、粉紅射擊，再由豪快藍、黃上前斬擊，最後以豪快紅先發射光彈再發出刀氣推進子彈了結敵人。（第2、10、15、21、31、51話使用）
Ver.2（豪快 Blast and Slash）：五人同時以軍刀及槍發動終極波動，全體先發射光彈再發出刀氣推進子彈攻擊敵人。（第16、24、29、31、42話使用）
- Final Wave個人必殺技:

- 豪快藍：五刀流‧Blue Slash（五刀流‧水藍斬擊）（第4話使用）

一人同時使用五把豪快軍刀，以五把水屬性的藍色連者之鑰（銀河人、破裏劍者、魔法連者、真劍者、護星者）發動終極波動, 先由連者之鑰幻化的五個藍色連者向對方砍擊, 最後由豪快藍作出最後一擊了結。
- Double Final Wave雙重終極波動

由豪快綠同時把兩個連者之鑰插入豪快手槍發動雙重終極波動，不同於其他人有兩個插孔。（第32話使用）
- 痛快 Final Wave

豪快粉紅插入自己的鑰匙使用豪快手槍和痛快凱撒插入自己的鑰匙使用豪快軍刀，同發射光彈和斬擊。
- Final Wave六人聯合必殺技:

- 豪快 Scramble Ver.2+豪快 Shooting Star

豪快紅等五人先發射光彈再發出刀氣，隨後豪快銀將豪快三叉戟擲出。五色刀氣和光彈讓豪快流星威力升級（銀色→金色）之後再貫穿敵人。（第42話對達瑪拉斯使用，但被他一刀粉碎）
- 豪快 Shooting Slash（ゴーカイシューティングスラッシュ）

豪快銀在黃金模式下將錨模式的豪快三叉戟擲出，與豪快紅等五人發出的刀氣結合變成金色的海賊戰隊標誌轟擊敵人，先由豪快三叉戟穿出，隨後從標誌中跑出五色光刃貫穿敵人。（第51話對阿克德斯‧基爾使用）
- 豪快帆船鑰匙

在《TEN·豪快者》中豪快紅將豪快帆船鑰匙插入海賊變身手機上的鑰匙孔並旋轉，手機和鑰匙就會變形成雙倍海賊的標誌，得到豪快帆船的力量的豪快紅豪快帆船模式。

### 海賊戰隊聯合必殺武器
- 豪快帆船破壞砲（ゴーカイガレオンバスター） 音效：关智一

31話中，現真身的巴斯哥展出超越豪快者想像的實力，聯合必殺技都被擋下。經歷慘敗後，博士（豪快綠）決定開發能打敗任何敵人的必殺武器。最後靠伙伴的支援和關鍵的王連者巨大力量得以完成。該大砲的設計亦以《超力戰隊王連者》的王連大砲為藍本。第33話起，想要使用時能用海賊腰帶召喚出來。前方握把可後拉上膛，將瞄準鏡和鑰匙孔翻出。插入連者之鑰後能裝填能量，發射必殺能量砲。
- RISING STRIKE（ライジングストライク）

- 五位豪快者把連者之鑰插入豪快帆船破壞砲中發動的必殺技，迫擊砲發射的彈型是根據插入主鑰匙孔的連者之鑰的顏色而決定。第37話說明，豪快銀的連者之鑰也可以使用。

Red Charge：使用紅色連者之鑰，從兩個砲口中發射出豪快帆船型能量彈（紅色），將敵人以船首的軍刀豪快的貫穿刺殺！！（第32～38、40、42、43、46、49話、《特命戰隊Go Busters VS 海賊戰隊豪快者 THE MOVIE》使用）
Pink Charge：使用粉紅色連者之鑰，從兩個砲口中發射出豪快帆船型能量彈（粉紅色），將敵人以船首的軍刀豪快的貫穿刺殺！！（第41話使用）
Green Charge：使用綠色連者之鑰，從兩個砲口中發射出豪快帆船型能量彈（綠色），將敵人以船首的軍刀豪快的貫穿刺殺！！（第43話使用）
Special Charge：使用其他顏色的連者之鑰，從兩個砲口中發射出豪快帆船型能量彈（銀色），將敵人以船首的軍刀豪快的貫穿刺殺！！（第48、51話、《海賊戰隊豪快者 VS 宇宙刑事卡邦 The Movie》使用）
Blue Charge：使用藍色連者之鑰，從兩個砲口中發射出豪快帆船型能量彈（藍色），將敵人以船首的軍刀豪快的貫穿刺殺！！（第51話使用）
TaJaDol Charge：使用騎士之鑰，從兩個砲口中發射出豪快帆船型能量彈，將敵人以船首的軍刀豪快的貫穿刺殺！！（《假面騎士x超級戰隊 超級英雄大戰》使用）
Special Metal Charge：使用金屬英雄之鑰，從兩個砲口中發射出豪快帆船型能量彈，將敵人以船首的軍刀豪快的貫穿刺殺！！（《假面騎士x超級戰隊x宇宙刑事 超級英雄大戰Z》使用）
- 全篇故事中均未使用豪快黃連者之鑰，但玩具中出現了。

Yellow Charge：使用黃色連者之鑰，從兩個砲口中發射出豪快帆船型能量彈（黃色），將敵人以船首的軍刀豪快的貫穿刺殺！！（全篇未使用）
- 超級戰隊破壞砲（スーパー戦隊バズーカ）

### 豪快銀專用裝備
- 豪快變身手機 音效：关智一

豪快銀專用變身器。
手機型變身器，下半部是包含豪快銀在內等十六位歷代追加戰士的數字鍵盤，上半部中空且有透明揭蓋。打開後把人型的連者之鑰放入，蓋好之後按下對應的數字鍵，變身器掃描鑰匙後即能召喚戰士力量而變身。第29話揭露它還有照相的功能。
這款變身器由暴殺手（爆龍戰隊暴連者）連同龍皇連者（恐龍戰隊獸連者）及時間火焰（未來戰隊時間連者）所製作，並連同豪快銀的連者之鑰一併交予伊狩鎧。
- 海賊腰帶

連接著收藏連者之鑰的寶箱，想要拿出連者之鑰時，只要想像該位戰士，鑰匙就會傳送到腰帶扣的內側，之後拍一下帶扣頂端的活門就能把連者之鑰轉到外面。
豪快銀的在第19話前只是裝飾品，連者鑰匙由豪快紅親手交給豪快銀，在19話經由納比連接鑰匙寶箱後才能自己用海賊腰帶拿出連者鑰匙。
- 豪快長矛 音效：关智一

豪快銀專屬武器。可變換為三叉戟模式（TRIDENT MODE）及槍模式（GUN MODE），聖鎬模式 此模式必須要變身成為黃金模式才可使用。三者皆能插入連者鑰匙使出必殺技。
把連者之鑰插入不同模式的豪快三叉戟後均可發動必殺技終極波動（Final Wave）。
- 轟音雙翼鑰匙

第19話中豪快者全員變成轟音者，但是因為轟音者有兩位追加戰士，導致鎧不知道該使用轟音金還是轟音銀的力量。在他苦惱之際，意識突然進入異空間中並遇見轟音雙翼，在鎧說出煩惱的事情後，轟音金和轟音銀兩兄妹突然握住對方的手，一陣光芒閃過後，鎧發現原本手上的轟音金和轟音銀鑰匙竟然融合成為一個－右半邊是轟音金，左半邊是轟音銀的獨特連者鑰匙－「轟音雙翼鑰匙」。
變身時，電子音為Go-On Wings。變身後就和鑰匙一樣右半邊是轟音金，左半邊是轟音銀（就像《假面騎士W》一樣）。戰鬥用的是轟音雙翼的噴射短劍，雙匕首的噴射推進速度連同樣變成轟音者的夥伴都感到驚訝。
- 金錨鑰匙

第19話中， 船長瑪貝拉斯等四人因為行動隊長的能力失去了戰鬥意志。鎧在前去打倒行動隊長時陷入劣勢，前來幫忙的博士叫他像之前合成轟音雙翼鑰匙一樣，嘗試將所有追加戰士的力量合而為一，成為鎧自己的力量一次擊敗敵人。
於是鎧一口氣將15個追加戰士的連者鑰匙都拿出來，再次進入了異空間拜託追加戰士借給他力量。 所有追加戰士紛紛同意，15個戰士力量融合後誕生出來金色鎬型的獨特連者鑰匙。
- 豪快銀－GOLD MODE

將金鎬鑰匙插入豪快變身手機底座後，得到歷代15位追加戰士力量的豪快銀黃金模式。
第41話鎧利用此模式抵擋親衛隊員ザツリグ的攻擊，讓豪快粉紅趁機攻擊對手的弱點
強化武裝是一件刻有15名追加戰士頭像的金色鎧甲，而且頭盔和《忍風戰隊破裏劍者》的手裏劍者變成火焰模式時一樣會有變化。
- 豪快紅－GOLD MODE

將金鎬鑰匙插入海賊變身手機上的鑰匙孔並旋轉，手機就會變形成海賊的標誌，得到歷代15位追加戰士力量的豪快紅黃金模式。
該型態在《連續4週特別篇 超級戰隊最強對戰!!》再次出現。
- 豪快追加鍵

於《痛快凱撒×豪快者 ~六月的新娘是狸貓味~》登場除了豪快變身手機內原有的十六位歷代追加戰士的數字鍵盤，插入豪快追加鍵後擴充了從Beet Busters&Stag Busters到痛快凱撒共12追加戰士的數字鍵盤。打開豪快變身手機的透明揭蓋，把人型的戰隊鑰匙放入，蓋好之後按下對應的擴充數字鍵，變身器掃描鑰匙後即能召喚戰士力量而變身。
- 豪快聖誕鑰匙

第44話中豪快者全員變成Battle Fever J，但是因為此戰隊没有追加戰士，導致鎧不知道該使用什麼力量。在他苦惱之際，突然想到可以嘗試聖誕節的應景變身。於是他借來豪快紅和豪快綠的連者之鑰，在異空間中融合成為一個－右半邊是豪快红，左半邊是豪快綠的獨特連者鑰匙－「豪快聖誕鑰匙」。
變身時，電子音為Merry-christmas。變身後就和鑰匙一樣是右半邊變身成豪快红，左半邊變身成豪快綠。戰鬥時用的是豪快者的豪快馬刀、豪快手槍，必殺技為綠色光彈搭配紅色刀氣的豪快聖誕斬擊
- Final Wave

- 豪快 Shooting Star（豪快流星）（第17、40、42、51話使用）

三叉戟模式必殺技。將豪快三叉戟投擲出去貫穿敵人。
- 豪快 Super Nova（豪快超新星）（第18、39、51話使用）

槍模式必殺技。以槍模式發射光彈將敵人粉碎。
- 豪快 Legend Dream（豪快傳奇夢幻）（第19、20、21、23、24、29、30、33、35、38、40、46、50話使用）

變成豪快銀－GOLD MODE時所使用的必殺技。將連者鑰匙插入錨型的豪快三叉戟，由歷代追加戰士進行接力攻擊。先由豪快銀、百萬銀、牙吠銀、魔法光、冒險銀、轟音金、轟音銀、護星騎士對敵人射出八發光彈，光彈隨後化為龍皇連者、牙連者、國王連者、時間火焰、手裏劍者、爆殺手、刑事破曉、真劍金等八個使用劍類武器的歷代追加戰士對敵人使出斬擊，最後再由豪快銀衝上前給敵人致命的一擊。
- 豪快 Legend Crash（豪快傳說破擊）（第31、51話、《連續4週特別篇 超級戰隊最強對戰!!》使用）

變成豪快銀－GOLD MODE時所使用的必殺技。將連者鑰匙插入豪快長矛，由歷代追加戰士與豪快銀進行連續斬擊。先由豪快銀與幻影狀態的轟音金至轟音銀至百萬銀至牙吠銀最後至護星騎士，便成為致命一擊。（註：第51話使用時所有追加戰士都有出現）

### 戰隊鑰匙
內含在傳說大戰中失去了的每一位戰隊英雄力量的鑰匙，主要成員的鑰匙均為海賊戰隊所有，作為前赤紅海賊團成員兼私掠船的巴斯克手上握有每一代戰隊的追加戰士及番外戰士鑰匙。
於第15～16話中海賊戰隊奪得15把歷代追加戰士的連者之鑰。第20和31話再奪得10把歷代輔助戰士的戰隊鑰匙。終於集齊了所有的連者之鑰。
第47-48話與巴斯克的最終決戰，巴斯克先是靠著陰謀和力量打倒了六名海賊，將所有連者之鑰連同戰隊的巨大力量一起奪走。但他在第48話最後與馬貝拉斯進行單挑決鬥，結果落敗死亡。最終連者之鑰還是回到豪快者的手中；於同話中從巴斯克口中述說，赤紅的真實身份其實是地球人，他之所以要在全宇宙中蒐集戰隊鑰匙的目的，其實是打算把它們歸還給原本的超級戰隊力量所有人。
海賊戰隊除了自己的豪快者鑰匙隨身攜帶外，其他的連者之鑰平常都放在豪快帆船主艙的鑰匙寶箱中。
第19話說明：在納比將海賊腰帶和鑰匙寶箱間建立連結後，豪快者即可經由海賊腰帶將自己想變身成的戰隊成員的連者之鑰從鑰匙寶箱中召喚過來。
第50話豪快者首度使用前代戰隊的強化變身，使用的是霸王龍連者（豪快紅）繼承了龍皇連者（豪快銀）的護肩和獸奏劍而變身成的裝甲霸王龍連者。
第51話，海賊戰隊為了打倒殘虐皇帝，全員六人使用強化變身。豪快紅變身成侍戰隊強化型態－Hyper真劍紅、豪快藍變身成天裝戰隊強化型態－超級護星藍、豪快黃變身成獸拳戰隊強化型態－超級激氣黃、豪快綠變身成特搜戰隊強化型態－SWAT刑事綠、豪快粉紅變身成魔法戰隊強化型態－傳說魔法粉紅。而豪快銀就再度變身為黃金模式。
第51話的末尾，豪快者最終選擇將前34代超級戰隊的連者之鑰歸還給戰隊力量原本的主人。

## 豪快帆船
海賊戰隊五人所乘坐的超級機組，其中的主體－豪快帆船就是豪快者們的生活空間。在沒有發動「海賊合體」時，由「豪快噴射機」→「豪快賽車」→「 豪快艦艇」→「豪快拖車」的順序，一一用特殊次元壓縮技術收納在後一台機組中。最後再收納進「豪快帆船」中，於《TEN·豪快者》十週年歸來篇中，該機組被賭徒海賊團破壞的支離破碎，而一部分機組的殘骸力量也變成了「豪快帆船鑰匙」成為了「豪快帆船的巨大力量」而豪快者所有成員使用該鑰匙的力量也獲得了全新「豪快 CROSS ARMOR MODE」的新強化型態。
| 機組名稱 | 機組長/寬/高度  | 機組重量 | 機組航速  | 機組武裝                                 | 機組力量輸出 | 豪快王合體部位     |
| -------- | --------------- | -------- | --------- | ---------------------------------------- | ------------ | ------------------ |
| 豪快帆船 | 46.3/21.0/22.0m | 1000公噸 | 900 km/hr | 左右舷各九門加農砲、船首合併的兩把大軍刀 | 450萬匹馬力  | 身體、頭、雙大軍刀 |

由豪快紅負責操縱的帆船型太空船。豪快者們的日常居所及航行工具，駕駛艙、機房、起居區域都一應俱全。主要擅長用左右舷的大型加農砲發動猛烈砲擊，以及用船首的大軍刀配合船艦速度發動的突刺攻擊等豪快的戰法。
| 機組名稱   | 機組長/寬/高度  | 機組重量 | 機組航速 | 機組武裝                     | 機組力量輸出 | 豪快王合體部位 |
| ---------- | --------------- | -------- | -------- | ---------------------------- | ------------ | -------------- |
| 豪快噴射機 | 21.0/18.9/13.0m | 250公噸  | 1馬赫    | 兩門光束炮、一門光束能量主炮 | 125萬匹馬力  | 右手、海賊帽   |

由豪快藍負責操縱的戰鬥機型太空船。不論是在宇宙空間還是在大氣圈內都非常擅長激烈的空中戰。擅長用前端的大型光束能量炮配合小型光束炮及火神炮一舉粉碎敵人。
| 機組名稱 | 機組長/寬/高度 | 機組重量 | 機組航速  | 機組武裝             | 機組力量輸出 | 豪快王合體部位 |
| -------- | -------------- | -------- | --------- | -------------------- | ------------ | -------------- |
| 豪快拖車 | 25.9/8.1/11.5m | 300公噸  | 250 km/hr | 光束炮、多重防禦裝甲 | 150萬匹馬力  | 左腳           |

由豪快黃負責操縱的拖車型太空船。平時是負責裝載冒險中得到的寶物以及航海的必要裝備的倉庫，因此裝上了用來保護內藏貨物的多重裝甲，防禦力是所有機組中最強的。
| 機組名稱 | 機組長/寬/高度 | 機組重量 | 機組航速  | 機組武裝                     | 機組力量輸出 | 豪快王合體部位 |
| -------- | -------------- | -------- | --------- | ---------------------------- | ------------ | -------------- |
| 豪快賽車 | 20.6/13.0/8.0m | 250公噸  | 350 km/hr | 多門光束炮、一門光束能量主炮 | 125萬匹馬力  | 左手           |

由豪快綠負責操縱的賽車型太空船。因為裝有四個反重力輪胎，在宇宙空間中照樣能發揮優秀的操縱性並使出超速奔馳。擅長用前端的大型光束能量炮配合小型光束炮進行攻擊。
| 機組名稱 | 機組長/寬/高度 | 機組重量 | 機組航速 | 機組武裝                           | 機組力量輸出 | 豪快王合體部位 |
| -------- | -------------- | -------- | -------- | ---------------------------------- | ------------ | -------------- |
| 豪快潛艇 | 23.4/8.5/10.4m | 300公噸  | 120節    | 一門光束炮、自動追蹤魚雷、爆破水雷 | 150萬匹馬力  | 右腳           |

由豪快粉紅負責操縱的潛水艇型太空船。因為裝載了超高敏感度的聲納，在宇宙空間中能夠探測並分析數量龐大的情報資料。擅長準確測定目標後，利用艦塔上的光束炮配合自動追蹤魚雷以及爆破水雷進行攻擊。

## 豪獸鑽頭
- 豪獸鑽頭為豪快銀專屬機體，於第18話獲得，為海賊戰隊得到的第18、19、20個前代戰隊的巨大力量。
- 單體可變型態分成三個階段：豪獸鑽頭、豪獸暴龍、豪獸神，分別代表未來戰隊、恐龍戰隊及爆龍戰隊的巨大力量。

- 豪獸鑽頭

【段數】：豪獸鑽頭第一階段型態(以未來戰隊時連者的V-REX為藍本)
【高度】：22.2公尺
【寬度】：25.5公尺
【長度】：54.0公尺
【重量】：1400公噸
【速度】：每小時400公里
【力量輸出】：700萬匹馬力
【必殺技】：豪獸加農砲 / 豪獣キャノン
【登場】：第18話以後均會登場
- 豪快銀的專屬機具，因为伊狩鎧（豪快银）不顧自己性命拯救他人的心，獲得了暴殺手、時間火焰還有龍皇連者的認同（以真面目現身的只有暴殺手），獲得了其力量。

- 豪快銀將時間火焰的連者鑰匙置入豪快通訊器，蓋上蓋子，按下對應時間火焰的按紐三次，即可從時連者所在的西元三千年的世界呼叫未來戰隊的巨大力量－豪獸鑽頭。

- 有兩個操作舵盤，可以一次分別操控加農砲和鑽頭，後段變形則可分別操控豪獸暴龍暴龍 的尾巴和頭或是豪獸神的左、右手。

- 未來戰鬥型態鑽頭坦克 豪獸鑽頭主要擅長遠距離戰鬥，12門豪獸加農砲的連續炮擊見面禮之外，前端的巨大鑽頭更能將所遭遇的一切障礙都徹底突破粉碎掉。

- 第40話說明，利用時連者的巨大力量能夠穿越時空。值得一提的是豪獸鑽頭的設計原形為出自於時連者中只登場了1集的巨大戰車雷鳴號（但雷鳴號不屬於時連者的戰鬥機組）。

- 豪獸暴龍

【段數】：豪獸鑽頭的第二階段變形(以恐龍戰隊獸連者的龍皇凱薩ドラゴンシーザー為藍本)
【高度】：37.6公尺
【寬度】：20.1公尺
【長度】：50.3公尺
【重量】：1400公噸
【速度】：每小時300公里
【力量輸出】：700萬匹馬力
【必殺技】：豪獸鐳射 / 豪獣レーザー，豪獸暴龍鑽頭 / 豪獣レックスドリル
【變形方式】：鑽頭部分變成尾巴，加農砲台向前伸變成後腳，砲塔部分的頭和前腳伸出變形完成。
【登場】：第18話以後均會登場
- 將獸連者之龍皇連者的連者鑰匙插入並轉動，豪獸鑽頭即可變形成為恐龍戰隊的巨大力量－豪獸暴龍。

- 以恐龍中被認為戰鬥力最高的暴龍為原型的豪獸暴龍主要擅長激烈的近身戰，尖銳的牙齒和強健的雙顎能使出強力的咬殺，同時還能用尾巴的鑽頭對敵人進行穿刺攻擊。前後左右攻擊都沒有死角。

- 必殺技是由口中發射出的炙熱破壞光線豪獸鐳射以及甩尾突刺豪獸暴龍鑽頭。

- 豪獸神

【段數】：豪獸鑽頭的第三段變形，也是最終型態(以爆龍戰隊暴連者的殺手王為藍本)
【高度】：38.8公尺
【寬度】：28.5公尺
【重量】：1400公噸
【速度】：每小時350公里
【力量輸出】：900萬匹馬力
【必殺技】：豪獸Triple Drill Dream / 豪獣トリプルドリルドリーム
【單獨必殺技】：豪快 電擊Drill Spin / ゴーカイ電撃ドリルスピン
【變形方式】：豪獸暴龍暴龍的前腳分離，改由尾巴部分的鑽頭和頭部變形的龍手代替。後腳改為直立型，再將隱藏於胸部的頭伸出變形完成。
【登場】：第18話以後均會登場
- 將暴連者之暴殺手的連者鑰匙插入並轉動，豪獸暴龍即可變形成為爆龍戰隊的巨大力量－豪獸神。

- 爆龍戰鬥型態的豪獸神為豪獸鑽頭的最終型態，能夠應對遠近距離各種類型的戰鬥。

- 右臂的鑽頭除了能當成長槍使用外，還有能使出遠距離強力電擊的三叉戟模式（TRIDENT MODE）以及能反彈攻擊的盾模式（SHIELD MODE）。

- 將時間火焰、龍皇連者及暴殺手的連者之鑰一次連續插入並轉動，即可發動豪獸神的必殺技豪獸Triple Drill Dream。豪獸神、豪獸暴龍以及豪獸鑽頭三台機神同時使出的三重電鑽攻擊便能將敵人豪快的貫穿擊破！！

- 豪獸神也可以單獨使用暴連者的力量。將暴殺手的連者之鑰插入並轉動，即可發動豪獸神的單獨必殺技豪快 電擊Drill Spin。豪獸神的噴射推進力配合高壓電流電鑽就連超巨大隕石都能貫穿粉碎！！

## 海賊合體

### 豪快王
【基本資料】
| 機體高度 | 機體寬度 | 機體厚度 | 機體重量 | 機體航速 | 機組力量輸出 | 演出 |
| -------- | -------- | -------- | -------- | -------- | ------------ | ---- |
| 45.0m    | 28.5m    | 14.0m    | 2100t    | 400km/h  | 1000萬hp/t   |      |

【必殺技】：豪快‧星辰風暴 / ゴーカイスターバースト
【登場】：第1話以後均會登場（第11、15、18、25、31、40、42、45、48、51話除外）
- 由五架豪快機組經由「海賊合體」而成的海賊戰隊巨大戰鬥機器人。日後當豪快者們得到前輩們授予的巨大力量後，還會誕生出更多強化型出來。（由五個機組的寶箱中加裝上全新力量武裝）
- 操縱器就是各個機組上的舵輪，除了豪快紅是站著掌舵外，其餘四人是坐著操縱的。不但能使用腰間的兩把大海賊軍刀進行俐落的雙刀流近身戰，也能運用雙手的光束能量主炮搭配其他遠程火力進行遠距離轟炸。
- 當豪快者將各自的豪快者鑰匙插入機組鑰匙孔並轉動，即可啟動必殺技(發動口號：Let's Go)－豪快‧星辰風暴，從豪快王胸口彈出的豪快巨砲在手腳四個寶箱的無限砲彈供應下發出的連續砲擊便會將敵人豪快的炸個粉碎！！

### 海賊合體－全新力量繼承武裝
- 海賊戰隊得到的歷代戰隊巨大力量有多種形式，全新力量武裝多是繼承歷代紅色戰士所使用的機組變化為新的武裝。

#### 魔法戰隊魔法連者——魔法豪快王
【高度】：45.0公尺
【寬度】：28.5公尺 / 含翅膀：40.3公尺
【厚度】：22.2公尺
【重量】：2500公噸
【速度】：行走時：每小時400公里 / 飛行時：每小時最高1馬赫
【力量輸出】：1200萬匹馬力
【必殺技】：豪快‧魔法束縛 / ゴーカイマジバインド
【登場】：第3話、第4話、第8話、第10話、第11話、第15話、第17話、第21話、第38話、第44話、第47話、第50話
魔法飛龍
【原使用者】：魔法绿－小津时人、魔法粉紅－小津芳香、魔法蓝－小津丽、魔法黄－小津翼
【長度】：34.4公尺
【高度】：17.0公尺 / 含翅膀：27.5公尺
【寬度】：7.7公尺 / 含翅膀：26.8公尺
【重量】：400公噸(豪快者版)
【速度】：每小時最高1馬赫
【力量輸出】：200萬匹馬力
【合體部位】：腳從雙腳寶箱伸出、雙翼從雙手寶箱伸出、頭和身體從胸前寶箱伸出。
- 第3話獲得
- 因為豪快綠(博士)為了夥伴而激發出的勇氣，得到了魔法戰隊之魔法紅的認同。使得海賊戰隊得到的第一個前代戰隊的巨大力量及第一個豪快王武裝，是豪快王的魔法戰鬥型態。亦是第一個有飛行能力的武裝。
- 當豪快者將各自的魔法連者鑰匙插入機組鑰匙孔，即可讓豪快王得到魔法飛龍的力量武裝而變身成魔法豪快王。因為魔法飛龍的飛行力量而有優異的空戰能力，能使用龍焰以及龍捲風等元素攻擊，更可直接放出魔法飛龍攻擊敵人。
- 再轉動各自的魔法連者鑰匙，即可啟動必殺技(發動口號：Let's Go)－豪快‧魔法束縛，從五個寶箱中彈射出的魔法飛龍便會將魔法的破壞力量纏繞在敵人的身上將其豪快的粉碎！！

#### 特搜戰隊刑事連者——刑事豪快王
【高度】：45.0公尺
【寬度】：28.5公尺
【厚度】：13.2公尺
【重量】：2400公噸
【速度】：每小時450公里
【力量輸出】：1150萬匹馬力
【必殺技】：豪快‧極限爆破 / ゴーカイフルブラスト
【登場】：第5話、第6話、第8話、第11話、第13話、第15話、第17話、第21話、第28話、第43話、第44話、第50話
特搜衝鋒車
【原使用者】：刑事紅－赤座伴番
【長度】：21.5公尺
【高度】：6.2公尺
【寬度】：10.9公尺
【重量】：300公噸（豪快者版）
【速度】：每小時500公里
【力量輸出】：150萬匹馬力
【合體部位】：後輪從雙腳寶箱（一邊一個）伸出、前輪從雙手寶箱（一邊兩個）伸出、車體從胸前寶箱伸出。輪子其實是格林機關炮。
- 第5話獲得
- 因為豪快紅展現出的海賊的驕傲，得到了特搜戰隊之刑事先鋒的認同。使得海賊戰隊得到的第二個前代戰隊的巨大力量及第二個豪快王武裝強化型。是豪快王的特搜戰鬥型態。
- 當豪快者將各自的刑事連者鑰匙插入機組鑰匙孔，即可讓豪快王得到特搜衝鋒車的力量武裝而變身成刑事豪快王。豪快者版特搜衝鋒車能在建築物垂直側面行駛，並用火神炮和光束炮發動綿密炮擊。且能分離成兩隻大型手槍。
- 再轉動各自的刑事連者鑰匙，即可啟動必殺技(發動口號：Let's Go)－豪快‧極限爆破，裝在四只寶箱中的特搜衝鋒車的六門格林機 關 炮便會將敵人豪快的轟得粉身碎骨！！

#### 百獸戰隊牙吠連者——牙吠豪快王
【高度】：45.0公尺
【寬度】：28.5公尺
【長度】：42.2公尺
【重量】：3100公噸
【速度】：每小時450公里
【力量輸出】：1500萬匹馬力
【必殺技】：豪快‧百獸之心 / ゴーカイアニマルハート
【登場】：第9話、第10話、第12話、第28話、第43話、第44話、第50話
牙吠獅子
【原使用者】：牙吠紅－獅子走
【長度】：42.4公尺
【高度】：21.2公尺
【寬度】：25.9公尺
【重量】：1600公噸
【速度】：每小時400公里
【力量輸出】：800萬匹馬力
【合體部位】：豪快王將原本作為腳部機組的豪快拖車和豪快潛艇卸下之後，騎乘在牙吠獅子上。就像是百獸戰隊的牙吠騎士一樣。
- 第9話獲得
- 因為豪快者全體展現出的守護他人的生命的意志，得到了百獸戰隊之牙吠紅及牙吠獅子的認同。使得海賊戰隊得到的第四個前代戰隊的巨大力量及第三個豪快王武裝強化型。是豪快王的百獸戰鬥型態。
- 當豪快者將各自的牙吠連者鑰匙插入機組鑰匙孔，即可讓豪快王得到牙吠獅子的力量武裝而合體變身成牙吠豪快王。受到牙吠連者力量呼喚而來的牙吠獅子能夠用咆哮獅吼震懾敵人，並用尖牙和利爪撕裂對方。
- 再轉動各自的牙吠連者鑰匙，即可啟動必殺技(發動口號：Let's Go)－豪快‧百獸之心，牙吠獅子的能量砲擊和豪快王的必殺斬擊聯合技便會將敵人豪快的粉碎殆盡！！

#### 侍戰隊真劍者——真劍豪快王
【高度】：49.4公尺
【寬度】：28.5公尺
【厚度】：23.4公尺
【重量】：3100公噸
【速度】：每小時300公里
【力量輸出】：1500萬匹馬力
【必殺技】：豪快‧武士斬 / ゴーカイ侍斬り
【登場】：第12話、第13話、第14話、第16話、第20話、第22話、第24話、第49話
牙吠獅子
【原使用者】：牙吠紅－獅子走
【長度】：42.4公尺
【高度】：21.2公尺
【寬度】：25.9公尺
【重量】：1600公噸
【速度】：每小時400公里
【力量輸出】：800萬匹馬力
【合體部位】：將原本當作座騎的牙吠獅子分解成真劍者的文字力量組件，與豪快王進行第二階合體。腿部組件為牙吠獅子的前腳（左右腳分別為水、木文字之力），兩隻後腳裝入雙手寶箱中（左右手分別為土、天文字之力），獅頭則裝入胸前寶箱（火文字之力），另外海賊帽將會換成帥氣的武士頭盔。
折神
【折神 / 原使用者】：獅子折神 / 真劍紅-志葉丈瑠；志葉 薰
代表「火」的折神
【折神 / 原使用者】：龍折神 / 真劍藍-池波流之介
代表「水」的折神
【折神 / 原使用者】：龜折神 / 真劍粉紅-白石茉子
代表「天」的折神
【折神 / 原使用者】：熊折神 / 真劍綠-谷千明
代表「木」的折神
【折神 / 原使用者】：猿折神 / 真劍黃-花織琴羽
代表「土」的折神
- 第12話獲得
- 因為豪快者全體堅不可摧的羈絆，得到了侍戰隊之真劍紅(志葉薰)的認同。使得海賊戰隊得到的第五個前代戰隊的巨大力量及第四個豪快王武裝強化型。是豪快王的武士戰鬥型態。
- 當豪快者將各自的真劍者鑰匙插入機組鑰匙孔，即可讓豪快王得到隱藏在牙吠獅子中的文字力量合體變身成真劍豪快王。不但能夠運用真劍者的文字力量進行天、木、水、火、土多種元素攻擊。還能將兩把豪快軍刀合為一把長刀進行白刃戰。
- 再轉動各自的真劍者鑰匙，即可啟動必殺技(發動口號：Let's Go)－豪快‧武士斬，帶著超過1000度高溫烈火的烈火大斬刀從天而降的斬擊便會將敵人豪快的一刀兩斷！！

#### 秘密戰隊五連者——五連豪快王
【高度】：48.8公尺
【寬度】：29.5公尺
【厚度】：20.9公尺
【重量】：2800公噸
【速度】：每小時700公里
【力量輸出】：1000萬匹馬力
【必殺技】：豪快颶風‧仙后座 / ゴーカイハリケーン・カシオペア
【登場】：超級戰隊199大決戰、第50話
Variblune
【原使用者】：五連者全體
【長度】：48.8公尺
【高度】：6.9公尺
【寬度】：29.5公尺
【重量】：700公噸
【速度】：每小時850公里
【力量輸出】：300萬匹馬力
【合體部位】：豪快王的背部
- 在劇場版《豪快者 護星者 超級戰隊199英雄大決戰》得到，劇情時間設定在第16－17話之間
- 豪快者全體守護地球的意志，得到了秘密戰隊之赤連者的認同。使得海賊戰隊得到的第七個前代戰隊的巨大力量及第五個豪快王武裝強化型，是豪快王的秘密戰鬥型態。亦是第二個有飛行能力的武裝。
- 當豪快者將各自的五連者鑰匙插入機組鑰匙孔，即可讓豪快王得到Variblune的力量武裝而變身成五連豪快王。
- 再轉動各自的五連者鑰匙，即可啟動必殺技(發動口號：Let's Go)－豪快颶風‧仙后座，巨大化的豪快軍刀便會將地上的敵人豪快的斬殺殆盡！！

#### 忍風戰隊破裹劍者——破裹劍豪快王
【高度】：45.3公尺
【寬度】：28.5公尺
【厚度】：14.0公尺
【重量】：2600公噸
【速度】：每小時500公里
【力量輸出】：1250萬匹馬力
【必殺技】：豪快‧無限手裏剣 / ゴーカイ無限手裏剣
【最終必殺技】：豪快‧風雷大進擊 / ゴーカイ風雷アタック
【登場】：第26話、第27話、第28話、第30話、第32話、第33話、第34話、第35話、第38話、第43話、第44話、第50話
風雷丸
【原使用者】：破裹劍紅、破裹劍藍、破裹劍黃、兜雷者、鍬雷者
【高度】：24.5公尺
【寬度】：17.8公尺
【厚度】：7.4公尺
【重量】：500公噸
【速度】：每小時500公里
【力量輸出】：250萬匹馬力
【合體部位】：風雷丸的腳和手裏剣從雙腳寶箱伸出、手和手裏剣從雙手寶箱伸出、頭胸部從胸前寶箱伸出。而頭部會變換成海賊戰隊版的轟雷旋風神。風雷丸乘著的巨大手裏劍會變成連著鎖鍊的大型手裏劍拿在手上。
- 第26話獲得
- 因為豪快者們表現出對同伴和他人的信賴，得到了忍風戰隊之破裹劍紅、藍、黃全員的認同。使得海賊戰隊得到的第23個前代戰隊的巨大力量及第六個豪快王武裝強化型。是豪快王的忍風戰鬥型態。
- 當豪快者將三把破裏剣者鑰匙和兩把轟雷者鑰匙插入機組鑰匙孔，即可讓豪快王得到風雷丸的力量武裝而合體變身成破裏剣豪快王。受到破裏剣者力量呼喚而來的'風雷丸能夠用影分身和手裹劍痛擊對方。破裏剣豪快王則能用巨大的鎖鍊手裏劍對敵人發動近、中距離的攻擊。
- 再轉動各自的破裹劍者、轟雷者鑰匙，即可啟動必殺技(發動口號：Let's Go)－豪快‧無限手裏剣，從手腳的四個寶箱中會飛出無數的手裏剣，將敵人豪快地擊斃！
- 再一次轉動各自的破裹劍者、轟雷者鑰匙，即可啟動最終必殺技(發動口號：Let's Go)－豪快‧風雷大進擊。從寶箱中跳出來重新合體的風雷丸會在櫻吹雪之中施展多重分身術,一起持手裏劍衝向敵人，接著用必殺奧義‧亂舞櫻將敵人豪快地斬碎！！

#### 爆龍戰隊暴連者——豪獣豪快王
【高度】：45.0公尺
【寬度】：29.0公尺
【厚度】：13.2公尺
【重量】：2300公噸
【力量輸出】：1650萬匹馬力
【速度】：每小時400公里
【必殺技】：豪快‧電擊Drill Spin / ゴーカイ電撃ドリルスピン
【最終必殺技】：豪快‧暴龍鋼鑽 / 豪快レックスドリル
【登場】：第29話、第37話、海賊戦隊ゴーカイジャーVS宇宙刑事ギャバン
豪獸神
【原使用者】：豪快銀－伊狩鎧
【高度】：38.8公尺
【寬度】：28.5公尺
【重量】：1400公噸
【速度】：每小時350公里
【力量輸出】：900萬匹馬力
【合體部位】：豪快王的左手（豪快賽車）和右手（豪快噴射機）卸下，替換成豪獸神的左手和右手，同時豪快銀的操作艙會轉移到豪獸豪快王上去。
- 第29話獲得
- 因為豪快粉紅在重要時刻發揮的豪邁表現，得到了爆龍戰隊之暴藍的認同，使得海賊戰隊得到的第20個前代戰隊的巨大力量[43]因為豪獸三型態是包含《恐龍戰隊獸連者》、《未來戰隊時連者》、《爆龍戰隊暴連者》這三個前代戰隊的巨大力量，豪獸豪快王屬於爆龍戰隊的巨大力量的二階段運用。</ref>及第七個豪快王武裝強化型。是由豪快王和豪獸神合體而誕生的豪快王爆龍戰鬥型態。
- 當豪快者將各自的暴連者鑰匙插入機組鑰匙孔（第五人的暴殺手鑰匙是由豪快銀使用），即可讓豪快王和豪獸神進行部位合體變身成豪獸豪快王。能夠用豪獸神的鑽頭右臂使出遠距離電擊的三叉戟模式（TRIDENT MODE）以及能反彈攻擊的盾模式（SHIELD MODE），也能用暴龍左臂咬殺對手。
- 轉動暴殺手的連者之鑰，即可發動必殺技(發動口號：Let's Go)－豪快 電擊Drill Spin，帶著高壓電流旋轉的豪獸鑽頭搭配豪快王的高速噴射推進力量便會將敵人豪快的鑽破洞穿！
- 再一次轉動各自的暴連者鑰匙，即可啟動最終必殺技(發動口號：Let's Go)－豪快‧暴龍鋼鑽。豪獸鑽頭和豪獸暴龍雙臂的左右開弓連續攻擊便會將敵人豪快的貫穿咬殺粉碎！！

#### 炎神戰隊轟音者——轟音豪快王
【高度】：39.0公尺
【寬度】：28.5公尺
【厚度】：68.4公尺
【重量】：3600公噸
【力量輸出】：1700萬匹馬力
【速度】：每小時600公里
【必殺技】：豪快‧Go-On Grand Prox / ゴーカイゴーオングランプリ
【登場】：第36話、第37話、第38話、第50話
馬赫獵鷹跑車
【原使用者】：轟音紅－江角走輔 / 轟音黃－樓山早輝 
【長度】：68.4公尺
【高度】：17.8公尺
【寬度】：28.7公尺
【重量】：2100公噸
【速度】：每小時700
【力量輸出】：1000萬匹馬力
【合體部位】：從胸前寶箱出現馬赫鷹炎神軀體和炎神魂，將炎神魂置入炎神軀體後，馬赫鷹會變回原來大小，將原本作為腳部機組的豪快拖車和豪快潛艇卸下之後，搭乘在馬赫鷹上。
- 第36話獲得
- 豪快者打倒蠻機族餘孽，幫助槍手世界恢復和平所展現出的不分種族、世界的大愛精神得到了炎神戰隊之轟音紅－江角走輔的認同。之後豪快者在機械世界阻止了炎神 高速鷹的兒子，炎神馬赫鷹的暴走，豪快紅的一句話：『想要自己想追求的目標就自己去找』讓馬赫鷹自願加入海賊戰隊做豪快者的搭擋炎神。使得海賊戰隊正式得到的第16個前代戰隊的巨大力量及第八個豪快王武裝強化型。是豪快王的炎神戰鬥型態。
- 當豪快者將各自的轟音者鑰匙插入機組鑰匙孔，即可讓豪快王得到炎神 馬赫鷹的力量武裝而合體變身成轟音豪快王。從機械世界被呼喚來的馬赫鷹在路上飛馳的同時，能夠用車身上的光束砲痛擊敵人，和豪快王合體的轟音豪快王能以更勝牙吠豪快王的速度對敵人發動閃電快攻斬擊。
- 再轉動各自的轟音者鑰匙，即可啟動必殺技(發動口號：Let's Go)－豪快‧Go-On Grand Prox，利用馬赫鷹的超級瞬間加速飛躍上天空的轟音豪快王從空中劈下的快刀斬擊便會將敵人豪快的斬殺除滅！！
- 透過豪快者的巨大力量可以讓馬赫鷹和豪獸神、豪快王進行三機合體成為最終型態－完全豪快王 / カンゼンゴーカイオー

### 完全豪快王
【高度】：65.4公尺
【寬度】：28.7公尺
【厚度】：18.5公尺
【重量】：3600公噸
【力量輸出】：1800萬匹
【速度】：每小時700公里
【一般攻擊】：完全鑽頭 / カンゼンドリル ；完全飛彈 / カンゼンミサイル
【必殺技】：豪快‧完全風暴 / ゴーカイカンゼンバースト
【最終必殺技】：豪快‧完全超級風暴 / ゴーカイカンゼンスーパーバースト
【登場】：38、39、41、43、44、46、47話、海賊戦隊ゴーカイジャーVS宇宙刑事ギャバン
豪快王
【高度】：45.0公尺
【寬度】：28.5公尺
【厚度】：14.0公尺
【重量】：2100公噸
【速度】：每小時400公里
【力量輸出】：1000萬匹
豪獸神
【原使用者】：豪快銀－伊狩鎧
【高度】：38.8公尺
【寬度】：28.5公尺
【重量】：1400公噸
【速度】：每小時350公里
【力量輸出】：900萬匹馬力
【合體部位】：和豪獸豪快王的合體方式相同
馬赫獵鷹跑車
【原使用者】：轟音紅－江角走輔 / 轟音黃－樓山早輝
【長度】：34.4公尺
【高度】：17.0公尺 / 含翅膀：27.5公尺
【寬度】：7.7公尺 / 含翅膀：26.8公尺
【重量】：400公噸(豪快者版)
【速度】：每小時最高1馬赫
【力量輸出】：200萬匹
【合體部位】：後半車身為腿部組件，前半車身裝入胸口寶箱再變化為胸甲。車尾火箭噴射引擎變成巨大拳套裝到左手，尾翼部分和大海賊軍刀結合變成完全豪快王的頭盔。
- 38話獲得

- 因為豪快者全員對自己的信念達到共同的認知，令豪快者連者之鑰綻放出光芒，同時令豪快者們得到了海賊戰隊本身的巨大力量－抓住夢想的力量。為豪快王的第九個武裝強化型態，是豪快王最強的完全型態。

- 當豪快者把六人的豪快者鑰匙插入機組鑰匙孔，從豪快王和豪獸神體內出現的，豪快者的巨大力量會變化為「完全之魂」。將其置入馬赫獵鷹跑車中，便可集合三者的力量合體變身成為海賊戰隊的最強合體機神－完全豪快王。

- 利用馬赫獵鷹跑車的高機動力搭配裝在腳上的輪胎，能夠以溜冰一般的方式快速行動。攻擊則有右手的超速旋轉鑽頭斬擊－完全鑽頭，以及左手的拳套中發射出的多重飛彈轟炸－完全飛彈。不論速度、攻防力都遠勝過其他巨大力量武裝的最終合體。

- 再轉動各自的豪快者鑰匙，即可啟動必殺技(發動口號：Let's Go)－豪快‧完全風暴，用火箭噴射引擎發射出去的巨大鐵拳便能將眼前任何敵人豪快的擊潰！

- 43話，對號稱「宇宙最強」的達瑪拉斯的巨大戰中，豪快者接連召出魔法、特搜、百獸、忍風戰隊的巨大力量，成功將達瑪拉斯創傷。隨後召喚炎神戰隊的巨大力量讓完全豪快王登場。最後使出豪快‧完全風暴配合魔法飛龍、特搜衝鋒車、牙吠獅子，以及風雷丸的最終必殺技－豪快‧完全超级風暴將達瑪拉斯消滅！！

#### 電磁戰隊百萬連者——飛翼豪獸神
【絕技】：豪快炸彈
【登場】：第50话
- 第39話獲得
- 豪快者們答應百萬紅做一天諸星學院的學生和為諸星學院解決危機得到了電磁戰隊之百萬紅的認同令豪快者們得到了第27個前代戰隊的巨大力量，也是百萬紅給豪快者們的"畢業證書"
- 當豪快银將百萬银的鑰匙插入機組鑰匙孔並轉動，即可为豪獸神加装飛翼。在使用電磁戰隊的巨大力量後，可衝向敵人將其豪快的炸裂！！

### 海賊合體－全新力量繼承
- 海賊戰隊得到的歷代戰隊巨大力量的另一種形式，前代戰隊的力量，只以新絕招的形式出現，而沒有讓豪快王增加新的武裝。

#### 獸拳戰隊激氣連者
【絕技】：豪快‧大激氣激氣獸 / ゴーカイ大ゲキゲキ獣
【絕技發動形式】：激氣老虎(胸口)、激氣野狼(左手)、激氣捷豹(右手)、激氣獵豹(左腳)、激氣犀牛(右腳)
【登場】：第7話、第50話
- 第7話獲得
- 豪快綠和豪快粉紅為了想讓自己變強而想要修行的決心，得到了獸拳戰隊之激氣紅的認同。而讓海賊戰隊得到的第3個前代戰隊的巨大力量。
- 當豪快者將各自的激氣連者鑰匙插入機組鑰匙孔並轉動，即可啟動必殺技(發動口號：Let's Go)－豪快‧大激氣激氣獸，從豪快王胸口和手腳五個寶箱中飛撲而出的五隻激氣幻獸便會將敵人豪快的撕裂粉碎！！

#### 激走戰隊車連者
【絕技】：豪快‧激走斬
【絕技發動形式】：
【登場】：第14話
- 第14話獲得
- 豪快者們燃起鬥志得到了激走戰隊之紅車手的認同使得海賊戰隊得到的第6個前代戰隊的巨大力量。在第十四話的巨大戰中使用了模仿【激走戰隊車連者】的RV機器人的招式的豪快‧激走斬(像陀螺般旋轉並向敵人使出斬擊)。

#### 科學戰隊炸藥人
【絕技】：豪快‧超級炸藥 / ゴーカイスーパーダイナマイト
【絕技發動形式】：從胸口寶箱射出科學戰隊標誌
【登場】：第50話
- 劇場版《豪快者 護星者 超級戰隊199英雄大決戰》獲得
- 豪快者得到了科學戰隊炸藥人之炸藥粉红的認同，使得海賊戰隊得到第10個前代戰隊的巨大力量。
- 當豪快者將各自的炸藥人鑰匙插入機組鑰匙孔並轉動，即可啟動必殺技(發動口號：Let's Go)－豪快‧超級炸藥。從豪快王胸口寶箱射出的科學戰隊標誌會將它碰觸到的敵方目標豪快的盡數爆破摧毀！！

#### 五星戰隊大連者
【絕技】：豪快豪獸氣力Bomb / ゴーカイ豪獣気力ボンバー
【絕技發動形式】：豪快王把大連者力量的火球推向豪獸神
【登場】：第33話
- 第33話獲得
- 豪快銀明白自己為了什麼而做英雄，得到了五星戰隊之龍連者的認同。而讓海賊戰隊正式得到的第13個前代戰隊的巨大力量。
- 當豪快者將各自的大連者鑰匙插入機組鑰匙孔並轉動，即可啟動必殺技(發動口號：Let's Go)－豪快豪獸氣力Bomb。豪獸神在得到豪快王傳輸過來的大連者氣力火焰能量後，兩台機神一起衝向敵人將其豪快的爆擊粉碎！！

#### 轟轟戰隊冒險者
【絕技】：豪快‧冒險方向盤 / ゴーカイアドベンチャードライブ
【絕技發動形式】：轟轟砂石車（胸口）、轟轟賽車（左手）、轟轟直升機（右手）、轟轟挖土機（左腳）、轟轟潛水艇（右腳）
【登場】：第21話
- 第21話獲得
- 豪快紅發揮出面對困難時能生出自信和想要的東西要親手拿到的冒險精神（海賊版），得到了轟轟戰隊之冒險紅的認同。而讓海賊戰隊正式得到的第15個前代戰隊的巨大力量。
- 當豪快者將各自的冒險者鑰匙插入機組鑰匙孔並轉動，即可啟動必殺技(發動口號：Let's Go)－豪快‧冒險方向盤，從豪快王胸口和手腳五個寶箱中分別出現的轟轟砂石車、轟轟賽車、轟轟直升機、轟轟挖土機、轟轟潛水艇 會先合體成為大冒險用轟轟劍斬敵，然後大冒險消失留下轟轟劍，最後由豪快王拿起轟轟劍親自將敵人豪快的斬除！！

#### 天裝戰隊護星者
【絕技】：豪快‧護星頭套大進擊 / ゴーカイオールヘッダー大進撃
【絕技發動形式】：空族標誌（胸口）、左半海族標誌（左手）、右半海族標誌（右手）、左半陸族標誌（左腳）、右半陸族標誌（右腳）
【登場】：第17話、第50話
- 劇場版《豪快者 護星者 超級戰隊199英雄大決戰》獲得
- 豪快者在劇場版《豪快者 護星者 超級戰隊199英雄大決戰》中得到了天裝戰隊全體的認同。而讓海賊戰隊正式得到的第17個前代戰隊的巨大力量。
- 當豪快者將各自的護星者鑰匙插入機組鑰匙孔並轉動，即可啟動必殺技(發動口號：Let's Go)－豪快‧護星頭套大進擊，從豪快王胸口和手腳五個寶箱中釋放出來的護星力量會先組合成護星標誌，再轉成八張護星頭卡（包括：龍、鳳、蛇、虎及鯊套首，空族、陸族和海族同胞套首），再召喚出14個護星頭套,將敵人豪快的轟擊粉碎！！

#### 星獸戰隊銀河人
【絕技】：豪獸銳斷
【絕技發動形式】：豪獸神用電鑽直接攻擊對手
【登場】：第20話、第40話、第49话
- 第20話獲得
- 豪快銀的執著和熱誠得到了星獸戰隊之黑騎士 日向的認同使得海賊戰隊得到第21個前代戰隊的巨大力量
- 當豪快银將黑騎士的鑰匙插入機組鑰匙孔並轉動，即可啟動必殺技(發動口號：Let's Go)－豪獸銳斷。豪獸神在使用星獸戰隊的巨大力量後，可衝向敵人將其豪快的撕碎！！

#### 救急戰隊 Go Go V
【絕技】：豪快‧Prominence / ゴーカイプロミネンス
【絕技發動形式】：消防水管(胸口、左手、右手、左腳、右腳)
【登場】：第23話
- 第23話獲得
- 豪快黃和豪快粉紅展現了重視、守護生命的意志，得到了救急戰隊之Go Pink的認同。而讓海賊戰隊得到的第22個前代戰隊的巨大力量。
- 當豪快者將各自的 Go Go V 鑰匙插入機組鑰匙孔並轉動，即可啟動必殺技(發動口號：Let's Go)－豪快‧Prominence，從豪快王胸口和手腳五個寶箱中出現消防水柱以Victory Splash射向敵人，並將敵人豪快的大卸八塊！！

#### 鳥人戰隊噴射人
【絕技】：豪快‧噴射火鳳凰 / ゴーカイジェットフェニックス
【絕技發動形式】：從胸口寶箱射出鳥人戰隊標誌，標誌隨後變形為巨大的火鳳凰
【登場】：第50話
- 第28話獲得
- 豪快紅克服陰影的意志得到了鳥人戰隊之黑禿鷹的認同使得海賊戰隊得到第24個前代戰隊的巨大力量。
- 當豪快者將各自的噴射人鑰匙插入機組鑰匙孔並轉動，即可啟動必殺技(發動口號：Let's Go)－豪快‧噴射火鳳凰，從豪快王胸口寶箱射出的鳥人戰隊標誌會化為巨大的火鳳凰，將眼前的敵人全部豪快的燃燒殆盡。

#### 超獸戰隊生命人
【絕技】：SUPER LIVE ROBO / スーパーライブロボ，超巨大獸王光束 / スーパービッグバースト
【絕技發動形式】：紅獵鷹（胸口）、綠犀牛（左手）、藍海豚（右手）、黃獅子（左腳）、黑鐵牛（右腳）
【登場】：第30話
- 第30話獲得
- 豪快藍展現了想拯救朋友的意志，得到了超獸戰隊之黃獅子的認同。而讓海賊戰隊得到的第25個前代戰隊的巨大力量。
- 當豪快者將各自的生命人鑰匙插入機組鑰匙孔並轉動，即可啟動必殺技(發動口號：Let's Go)－SUPER LIVE ROBO。從豪快王胸口和手腳五個寶箱中所射出的超獸戰隊機組，紅獵鷹、綠犀牛、藍海豚、黃獅子和黑鐵牛的圖騰會合體成為超級戰隊史上第一台超級合體機神－超級生命機器人（SUPER LIVE ROBO）。超級生命機器人胸口的獅頭所發射出的灼熱光彈－超巨大獸王光束會將眼前的敵人豪快的燒成灰燼！！

#### 忍者戰隊隱連者
【力量發動形式】：讓忍者人巨大化，在巨大戰中助陣
【登場】：第46話
- 第46話獲得
- 豪快粉紅對同伴的信任得到了忍者戰隊之忍者人的認同使得海賊戰隊得到第29個前代戰隊的巨大力量
- 當豪快者將隱連者的鑰匙插入機組鑰匙孔並轉動，忍者人將會巨大化，成為戰力。能用他背上背著的武士刀將敵人豪快的斬殺。

#### 光戰隊覆面人
【絕技】：豪快‧奧拉銀河 / ゴーカイオーラギャラクシー
【絕技發動形式】：飛身攻擊
【登場】：第49話
- 第31話之前被巴斯克奪走，海賊戰隊在第48話奪回，第49話正式獲得。
- 豪快者得到了光戰隊之藍覆面的認同。而讓海賊戰隊得到的第31個前代戰隊的巨大力量。
- 當豪快者將各自的覆面人鑰匙插入機組鑰匙孔並轉動，即可啟動必殺技－豪快‧奧拉銀河，豪快王會在大佛像的背景下飛躍到半空中，用右手使出強力攻擊將敵人豪快的大卸八塊！！
- 來源為原作二號機械人，銀河機械人（Galaxy Robo/ギャラクシーロボ）的必殺技－鐵拳奧拉銀河（鉄拳オーラギャラクシー）

#### 電擊戰隊變化人
【絕技】：豪快‧威力大炮 / ゴーカイパワーバズーカ
【絕技發動形式】：胸口大炮
【登場】：第49話
- 第31話之前被巴斯克奪走，海賊戰隊在第48話奪回,第49話正式獲得。
- 豪快者得到了電擊戰隊之變化獅鷲的認同。而讓海賊戰隊得到的第34個(即最後一個)前代戰隊的巨大力量。
- 當豪快者將各自的變化人鑰匙插入機組鑰匙孔並轉動，即可啟動必殺技－豪快‧威力大炮，從豪快王胸口伸出大炮,並以變化人的背景下射向敵人，並將敵人的防禦牆破壞！！
- 來源為原作五人的裝備－威力大炮。

#### 特命戰隊Go Busters
【力量發動形式】：合體機械人的豪快變身。
【登場】：《特命戰隊Go Busters VS 海賊戰隊豪快者 THE MOVIE》
豪快變身:
- 豪快王：大冒險（轟轟戰隊冒險者）
- 豪獸神：大獸神（恐龍戰隊獸連者）
- Go Buster Ace：激氣鬥者（獸拳戰隊激氣連者）、閃光王（超新星閃光人）、龍星王（五星戰隊大連者）
- Go Buster Lion：牙吠王、牙吠騎士（百獸戰隊牙吠連者）
- Buster Hercules：魔法王（魔法戰隊魔法連者）

### 沒有在作品中使用的巨大力量
- 以下戰隊的巨大力量沒有在劇中使用過。

#### JAKQ電擊隊
- 劇場版《豪快者 護星者 超級戰隊199英雄大決戰》獲得
- 豪快者雖然不是地球人，卻擁有地球人能去愛别人及守護他們重要之物的大愛精神。得到了JAKQ电击隊之Big One的認同，使得海賊戰隊得到第8個前代戰隊的巨大力量。

#### 大戰隊 Goggle V
- 豪快者 護星者 超级戰隊199英雄大決戰獲得
- 豪快者得到了大戰隊 Goggle V 之Goggle Black的認同，使得海賊戰隊得到第9個前代戰隊的巨大力量。

#### 超电子生化人
- 豪快者 護星者 超级戰隊199英雄大決戰獲得
- 豪快者得到了超電子生化人之Red I的認同，使得海賊戰隊得到第11個前代戰隊的巨大力量。

#### 高速戰隊渦輪連者
- 豪快者 護星者 超级戰隊199英雄大決戰獲得
- 豪快者得到了高速戰隊渦輪連者之红渦輪的認同，使得海賊戰隊得到第12個前代戰隊的巨大力量。

#### 電子戰隊電磁人
- 豪快者 護星者 超级戰隊199英雄大決戰獲得
- 豪快者得到了電子戰隊電磁人之電磁藍的認同，使得海賊戰隊得到第14個前代戰隊的巨大力量。
- 《海賊戰隊豪快者V.S.宇宙刑事卡邦》裡顯示，電子戰隊電磁人的巨大力量可與Battle Fever J的巨大力量一同使用，打開通往“魔空空間”的入口

#### 超力戰隊王連者
- 第31話獲得
- 豪快藍冷靜的判斷力和推理力 得到了超力戰隊之 OH Red 與 OH Pink的認同使得海賊戰隊得到第26個前代戰隊的巨大力量。
- 力量用途參考 #海賊戰隊聯合必殺武器

#### 戰鬥狂熱 J
- 第44話獲得
- 豪快者們守護孩子們的聖誕節，令 戰鬥狂熱 J 的連者之鑰綻放出光芒使得海賊戰隊得到第28個前代戰隊的巨大力量，為戰鬥肯亞送給豪快者的聖誕禮物。
- 《海賊戰隊豪快者V.S.宇宙刑事卡邦》裡顯示，戰鬥狂熱 J的巨大力量可與電子戰隊電磁人的巨大力量一同使用，打開通往“魔空空间”的入口

#### 太陽戰隊太陽火神
- 第43話以前被巴斯克奪走，海賊戰隊在第48話奪回，第49話正式獲得。
- 豪快者得到了太陽戰隊太陽火神之第2代 火神鷲的認同，使得豪快者們得到了第30個前代戰隊的巨大力量

#### 超新星閃光人
- 第31話以前被巴斯克奪走，海賊戰隊在第48話奪回，第49話正式獲得。
- 豪快者得到了超新星閃光人之Flash Green的認同，使得豪快者們得到了第32個前代戰隊的巨大力量

#### 地球戰隊五人组
- 第43話以前被巴斯克奪走，海賊戰隊在第48話奪回，第49話正式獲得。
- 豪快者得到了地球戰隊五人组之Five Yellow的認同，使得豪快者們得到了第33個前代戰隊的巨大力量

### 巨大力量－被強奪
- 一度被巴斯克・達・朱羅基亞使用手上的喇叭強奪的巨大力量。按照年分排序分別為：

- 1981年 太陽戰隊太陽火神

- 1985年 電擊戰隊變化人

- 1986年 超新星閃光人

- 1987年 光戰隊覆面人

- 1990年 地球戰隊五人组

- 在第48話，巴斯克將搶來的巨大力量放回到連者之鑰內。但在準備使用它們開啟納比身上通往宇宙最大的寶藏的門的時候被豪快者所阻止。最後他在與馬貝拉斯 的單挑對決中落敗死亡，至此確定所有的巨大力量都由海賊戰隊獲得。

- 在第49話，豪快者們進入類似豪快銀合成獨特鑰匙時的異空間。得到了以上五支戰隊的成員的認可。正式獲得全部歷代戰隊的34種巨大力量。

## 設定

### 宇宙最大的寶藏
本作劇情的最重要核心。海賊戰隊豪快者就是以宇宙最大的寶藏為中心圍繞著，那是流傳在全宇宙的海賊間，據說具有和整個宇宙同等價值的東西。在豪快紅馬貝拉斯還待在赤紅海賊團時，與船長赤紅及後來背叛的夥伴巴斯克航行整個宇宙尋找在傳說大戰中失落的超級戰隊力量結晶－連者之鑰。這些東西，是為了得到大寶藏所必需的關鍵道具。
巴斯克和殘虐合謀毀滅赤紅海賊團後，在赤紅捨命掩護下逃過殲滅行動的馬貝拉斯帶著赤紅奪回來的連者之鑰，一個人在宇宙中航行並找到喬等四名夥伴。最後納比感應到寶藏就在地球上。一行人下錨後在街頭上尋找線索時，殘虐帝國再度組織了大艦隊要來征服地球。一開始只是因為看不慣殘虐的暴行而與他們戰鬥的豪快者，從前魔法戰隊的魔法紅處得知，要找到宇宙最大的寶藏，他們還必須得到歷代超級戰隊的巨大力量。在收集巨大力量的期間，豪快者與歷代前輩們以及地球上的居民相遇，從他們的身上逐漸學習到身為超級戰隊應該具有的力量和信念。最重要的是，地球它諸多值得戰隊前輩們拼上性命去守護的價值。
經過了與強敵巴斯克的多番艱苦戰鬥，包括與巴斯克用連者之鑰變出的戰隊成員戰鬥，部分巨大力量被巴斯克強行奪走，甚至數次被他打的體無完膚，連海賊戰隊的鑰匙都被搶走。但是馬貝拉斯最後總算是靠著天助人助在與巴斯克的單挑決戰中險勝。之前被巴斯克強奪力量的戰隊也承認了他們的努力，豪快者終於集齊了超級戰隊的巨大力量。
第49話，豪快者打開納比變成的門，進入了地球的中心，終於發現了宇宙最大的寶藏。並且得知只要將34支超級戰隊的力量注入其中，就能夠任意的改造整個宇宙，甚至連已成為過去的歷史也能夠改變。但是所要付出的代價是－地球上超級戰隊曾經存在的歷史將不復存在。戰隊前輩們的存在本身也會就此消失…。
就在大家正猶豫不決時，陰慘為了將功贖罪駕駛著自己開發的決戰機前來對付豪快者。雖然靠著新到手的巨大力量順利將她打倒，但是不久之後（第50話），殘虐皇帝呼叫的增援部隊抵達地球。面對遮蓋了整個天空的無數戰艦，海賊戰隊即使利用豪快王、豪獸神配合各種巨大力量迎戰依舊不敵。兩台機神都被殘虐軍旗艦巨馬擊毀。
確信海賊戰隊已經無法再和帝國作對後，殘虐皇帝宣告明天一早將開始徹底消滅地球。事到如今，似乎真的只剩下使用大寶藏的力量，將殘虐的存在消抹掉這個辦法。就連鎧碰到的恐龍戰隊前輩也表示為了打倒殘虐，他們樂意付出生命。但是馬貝拉斯他們在趕回船上的途中，見證居民們即使已經到了如此絕望的時刻，仍然盡自己的力量在奮鬥。保護自己重要的東西，決不放棄希望的勇氣。這就是他們從歷代所有戰隊前輩們身上得到的珍貴寶物。
回到船上後，鎧向大家傳達了前輩們願意犧牲自己拯救地球的決定。但是馬貝拉斯他們已經達成絕不使用大寶藏的共識。一來，他們已經了解到超級戰隊對地球上的人而言是絕對必須的存在。二來，如果改變了歷史，就等於是否定了克服了過去的傷痛活到現在的自己。在見識到夥伴們的決心後，鎧終於下定決心，親手將宇宙最大的寶藏给毁掉。既然身為海賊戰隊的成員之一，就應該自己去抓住夢想和未來。豪快者全員也同時誓言要用自己的力量殺出一條活路，將殘虐帝國徹底打倒。

## 播放列表
以下時間以當地時間（日本時間）為準
| 日本播放   | 台灣播放香港播放     | 話數          | 中文標題       | 日本原文標題 （標題風格）                                                                    | 登場行動隊長（日本CV／香港CV）                         | 關東收視率 | 編劇     | 導演       |
| ---------- | -------------------- | ------------- | -------------- | -------------------------------------------------------------------------------------------- | ------------------------------------------------------ | ---------- | -------- | ---------- |
| 2011/02/13 | 2012/09/162013/03/10 | 01            |                |                                                                                              | - 行動隊長（太田哲治）                                 | 6.6%       | 荒川稔久 | 中澤祥次郎 |
| 2011/02/20 | 2012/09/232013/03/24 | 02            | 這個星球的價值 |                                                                                              | - 行動隊長（廣田行生）                                 | 5.1%       | 荒川稔久 | 中澤祥次郎 |
| 2011/02/27 | 2012/09/302013/03/31 | 03            |                | 《魔法戰隊魔法連者》                                                                         | - 行動隊長（天田益男）                                 | 6.0%       | 荒川稔久 | 渡邊勝也   |
| 2011/03/06 | 2012/10/072013/04/07 | 04            |                |                                                                                              | - 行動隊長（石川英郎）                                 | 5.6%       | 荒川稔久 | 渡邊勝也   |
| 2011/03/20 | 2012/10/142013/04/21 | 05            |                | 《特搜戰隊刑事連者》                                                                         | - 行動隊長（桐井大介）                                 | 6.3%       | 荒川稔久 | 坂本浩一   |
| 2011/03/27 | 2012/10/212013/04/28 | 06            |                |                                                                                              | - 行動隊長（高木涉）                                   | 5.4%       | 荒川稔久 | 坂本浩一   |
| 2011/04/03 | 2012/10/282013/05/05 | 07            |                | 《獸拳戰隊激氣連者》                                                                         | - 行動隊長（增谷康紀）                                 | 4.9%       | 香村純子 | 中澤祥次郎 |
| 2011/04/10 | 2012/11/042013/05/12 | 08            | 間諜小作戰     |                                                                                              | - - 兄：行動隊長（千葉繁） - 弟：行動隊長（檜山修之）  | 5.1%       | 荒川稔久 | 中澤祥次郎 |
| 2011/04/17 | 2012/11/112013/05/19 | 09            |                | 《百獸戰隊牙吠連者》                                                                         | - 行動隊長（酒井敬幸）                                 | 4.5%       | 香村純子 | 加藤弘之   |
| 2011/04/24 | 2012/11/182013/05/26 | 10            |                |                                                                                              | - 行動隊長（白鳥哲）                                   | 5.2%       | 下山健人 | 加藤弘之   |
| 2011/05/01 | 2012/11/252013/06/02 | 11            | 真劍大騷動     | 《侍戰隊真劍者》                                                                             | - 親衛隊長（中村悠一）                                 | 4.8%       | 荒川稔久 | 坂本浩一   |
| 2011/05/08 | 2012/12/022013/06/09 | 12            |                | 《侍戰隊真劍者》                                                                             | - 親衛隊長（中村悠一）                                 | 5.4%       | 荒川稔久 | 坂本浩一   |
| 2011/05/15 | 2012/12/092013/06/16 | 13            |                |                                                                                              | - 行動隊長（園部啟一）                                 | 5.5%       | 香村純子 | 坂本太郎   |
| 2011/05/22 | 2012/12/162013/06/23 | 14            |                | 《激走戰隊車連者》                                                                           | - 行動隊長（櫻井孝宏）                                 | 6.3%       | 浦澤義雄 | 坂本太郎   |
| 2011/05/29 | 2012/12/232013/06/30 | 15            | 私掠船出現     |                                                                                              |                                                        | 5.8%       | 香村純子 | 中澤祥次郎 |
| 2011/06/05 | 2012/12/302013/07/07 | 16            |                |                                                                                              | - （勇吹輝）                                           | 5.4%       | 香村純子 | 中澤祥次郎 |
| 2011/06/12 | 2013/01/062013/07/14 | 17            |                | [ 52 ]                                                                                       | - 行動隊長（保村真）                                   | 5.6%       | 荒川稔久 | 加藤弘之   |
| 2011/06/26 | 2013/01/132013/07/21 | 18            |                | 《未來戰隊時間連者》 《恐龍戰隊獸連者》 《爆龍戰隊暴連者》                                   | - 行動隊長（松本大）                                   | 4.6%       | 荒川稔久 | 加藤弘之   |
| 2011/07/03 | 2013/01/202013/07/28 | 19            |                |                                                                                              | - 行動隊長（陶山章央）                                 | 5.4%       | 荒川稔久 | 中澤祥次郎 |
| 2011/07/10 | 2013/01/272013/08/04 | 20            |                | 《星獸戰隊銀河人》                                                                           | - （勇吹輝）                                           | 6.0%       | 香村純子 | 中澤祥次郎 |
| 2011/07/17 | 2013/02/032013/08/18 | 21            |                | 《轟轟戰隊冒險者》                                                                           | - 邪龍一族 - （龍王）（森田順平） - （邪龍）（西脇保） | 4.8%       | 下山健人 | 竹本昇     |
| 2011/07/24 | 2013/02/172013/08/25 | 22            |                |                                                                                              | - 行動隊長（佐佐木誠二）                               | 3.8%       | 荒川稔久 | 竹本昇     |
| 2011/07/31 | 2013/02/242013/09/01 | 23            |                | 《救急戰隊GOGOV》                                                                            | - （勇吹輝）                                           | 5.2%       | 香村純子 | 坂本太郎   |
| 2011/08/07 | 2013/03/032013/09/08 | 24            |                |                                                                                              | - 行動隊長（屋良有作） - 行動隊長（櫻井孝宏）          | 4.6%       | 浦澤義雄 | 坂本太郎   |
| 2011/08/14 | 2013/03/102013/09/15 | 25            | 海賊與忍者     | 《忍風戰隊破裏劍者》                                                                         | - 行動隊長（池田秀一）                                 | 5.0%       | 荒川稔久 | 加藤弘之   |
| 2011/08/21 | 2013/03/172013/09/22 | 26            |                | 《忍風戰隊破裏劍者》                                                                         | - 行動隊長（島田敏）                                   | 3.3%       | 荒川稔久 | 加藤弘之   |
| 2011/08/28 | 2013/03/242013/09/29 | 27            |                |                                                                                              | - 行動隊長（淺井宏輔）                                 | 4.5%       | 香村純子 | 中澤祥次郎 |
| 2011/09/04 | 2013/03/312013/10/06 | 28            |                | 《鳥人戰隊噴射人》                                                                           | - 賞金獵人（杉田智和/葉振聲）                          | 4.2%       | 井上敏樹 | 中澤祥次郎 |
| 2011/09/11 | 2013/04/072013/10/13 | 29            |                | 《爆龍戰隊暴連者》                                                                           | - 行動隊長（高戶靖廣）                                 | 6.2%       | 荒川稔久 | 渡邊勝也   |
| 2011/09/18 | 2013/04/142013/10/20 | 30            |                | 《超獸戰隊生命人》                                                                           | - 大科學家（中田讓治）                                 | 5.1%       | 香村純子 | 渡邊勝也   |
| 2011/09/25 | 2013/04/212013/10/27 | 31            |                | 《超力戰隊王連者》                                                                           | - バスコ・タ・ジョロキア - 歷代超級戰隊番外戰士        | 5.3%       | 下山健人 | 竹本昇     |
| 2011/10/02 | 2013/04/282013/11/03 | 32            |                |                                                                                              | - 行動隊長（長嶝高士）                                 | 6.2%       | 下山健人 | 竹本昇     |
| 2011/10/09 | 2013/05/052013/11/17 | 33            |                | 《五星戰隊大連者》                                                                           | - 行動隊長（龍田直樹）                                 | 4.4%       | 石橋大助 | 坂本太郎   |
| 2011/10/16 | 2013/05/122013/11/24 | 34            | 實現夢想       |                                                                                              | - 行動隊長（鳥海浩輔）                                 | 4.7%       | 荒川稔久 | 坂本太郎   |
| 2011/10/23 | 2013/05/192013/12/01 | 35            |                | 《炎神戰隊轟音者》                                                                           | - 保蠻官（黑田崇矢）                                   | 5.0%       | 香村純子 | 加藤弘之   |
| 2011/10/30 | 2013/05/262013/12/08 | 36            |                | 《炎神戰隊轟音者》                                                                           | - 害統領（銀河萬丈）                                   | 4.8%       | 香村純子 | 加藤弘之   |
| 2011/11/06 | 2013/06/022013/12/15 | 37            |                |                                                                                              | - 司令官 - 決戰機 - 特務士官                           | 4.7%       | 下山健人 | 渡邊勝也   |
| 2011/11/13 | 2013/06/092013/12/22 | 38            |                | 《海賊戰隊豪快者》                                                                           | - 司令官 - 決戰機 - 特務士官                           | 4.9%       | 下山健人 | 渡邊勝也   |
| 2011/11/20 | 2013/06/162013/12/29 | 39            |                | 《電磁戰隊百萬連者》                                                                         | - （勇吹輝） - （丹野宜政）                            | 4.9%       | 香村純子 | 竹本昇     |
| 2011/11/27 | 2013/06/232014/01/05 | 40            |                | 《未來戰隊時間連者》                                                                         | - - （長島茂） - - （井上麻里奈） - （武虎／陳廷軒）   | 4.5%       | 香村純子 | 竹本昇     |
| 2011/12/04 | 2013/06/302014/01/12 | 41            | 不想失去的東西 |                                                                                              | - 親衛隊員（東地宏樹）                                 | 4.5%       | 荒川稔久 | 竹本昇     |
| 2011/12/11 | 2013/07/072014/01/19 | 42            | 宇宙最強的男人 |                                                                                              | - 參謀長                                               | 4.3%       | 荒川稔久 | 加藤弘之   |
| 2011/12/18 | 2013/07/142014/01/26 | 43            |                |                                                                                              | - 參謀長                                               | 3.6%       | 荒川稔久 | 加藤弘之   |
| 2011/12/25 | 2013/07/212014/02/09 | 44            |                | 《戰鬥狂熱 J》                                                                               | - 行動隊長（岩田光央）                                 | 4.5%       | 香村純子 | 坂本太郎   |
| 2012/01/08 | 2013/07/282014/02/16 | 45            |                | 《忍者戰隊隱連者》                                                                           | - 總集篇                                               | 4.1%       | 香村純子 | 渡邊勝也   |
| 2012/01/15 | 2013/08/042014/02/23 | 46            |                | 《忍者戰隊隱連者》                                                                           | - 惡魔祈禱師（日下秀昭）                               | 3.2%       | 香村純子 | 坂本太郎   |
| 2012/01/22 | 2013/08/112014/03/02 | 47            |                |                                                                                              | - （勇吹輝） - （成澤卓）                              | 3.8%       | 荒川稔久 | 渡邊勝也   |
| 2012/01/29 | 2013/08/182014/03/09 | 48            | 宿命的對決     |                                                                                              |                                                        | 4.5%       | 荒川稔久 | 渡邊勝也   |
| 2012/02/05 | 2013/08/252014/03/16 | 49            | 宇宙最大的寶藏 | 《太陽戰隊太陽火神》 《電擊戰隊變化人》 《超新星閃光人》 《光戰隊覆面人》 《地球戰隊五人組》 | - 開發技官                                             | 5.3%       | 荒川稔久 | 竹本昇     |
| 2012/02/12 | 2013/09/012014/03/23 | 50            | 決戰之日       | 《恐龍戰隊獸連者》                                                                           | - 皇帝 - 親衛隊員                                      | 5.4%       | 荒川稔久 | 竹本昇     |
| 2012/02/19 | 2013/09/082014/03/30 | 51 （最終回） |                | [ 64 ]                                                                                       | - 皇帝 - 親衛隊員                                      | 4.0%       | 荒川稔久 | 竹本昇     |

## 音樂

### 片頭曲
- 「海賊戦隊ゴーカイジャー」（海賊戰隊豪快者）
  - 主唱：松原剛志（Project.R）、Young Fresh
  - 如當話得到全新的力量武裝，而且有玩具產品，下回片頭重製。
  - 因第18話伊狩鎧正式加入海賊戰隊，第19話起片頭加入伊狩鎧/豪快銀。
  - 但片頭曲結束時的隊伍初期和追加戰士的隊伍，片頭MV略作修改。
  - 第51話開場沒有片頭曲，只有開場白。
  - 第51話作為最終話片尾曲，播放兩段，影片改為延續故事結尾，前34代超級戰隊成員收回屬於自己的連者之鑰，而海賊戰隊向宇宙第二大寶藏所在地（殘虐星）進發。

### 香港版片頭曲
- 「海賊戰隊」
  - 主唱：劉威煌　編曲：葉肇中　作詞：鄭櫻綸
  - 如當話得到全新的力量武裝，而且有相應玩具產品，下回片頭重製。
  - 因第18話伊狩鎧正式加入海賊戦隊，第19話起片頭加入伊狩鎧/豪快銀。
  - 第51話最終話沒有片頭曲，只有開場白，其中與日版不同，香港版全段由多位豪快者配音員作旁白。

### 片尾曲
- 「スーパー戦隊 ヒーローゲッター」（超級戰隊Hero Getter）
  - 主唱：Project.R（松原剛志、押谷沙樹、高橋秀幸、五條真由美、YOFFY、IMAJO、高取ヒデアキ、Sister MAYO、谷本貴義、NoB、岩崎貴文、大石憲一郎、籠島裕昌）
  - 一共有三種歌詞版本，三集一循環播送。而且會配合影片依序將前34代超級戰隊做個介紹。
    - Ver.1：20世紀昭和時代戰隊－1975年 秘密戰隊～1988年 超獸戰隊
    - Ver.2：20世紀平成時代戰隊－1989年 高速戰隊～2000年 未來戰隊
    - Ver.3：21世紀平成時代戰隊－2001年 百獸戰隊～2010年 天裝戰隊

  - 為迎接《超級戰隊系列》第2000話的到來，於《動物戰隊獸王者》第28話（2016/9/4）及第29話（2016/9/11）的片尾將播放『スーパー戦隊 ヒーローゲッター 2016』（超級戰隊Hero Getter 2016），為追加特命、獸電、烈車、手裏劍、動物五個戰隊後續系列作的特別曲。
  - 在十週年紀念作兼歸來篇《TEN·豪快者》的片尾將播放『スーパー戦隊 ヒーローゲッター 2016』（超級戰隊Hero Getter 2016），改成『 スーパー戦隊ヒーローゲッター〜テン・ゴーカイジャーver.〜 』（ 超級戰隊HERO Getter 〜TEN·GOKAIGER ver.〜 ） 歌詞方面則是將《動物戰隊獸王者》之後的超級戰隊系列作（《宇宙戰隊九連者》、《快盜戰隊魯邦連者VS警察戰隊巡邏連者》、《騎士龍戰隊龍裝者》、《魔進戰隊煌輝者》、《機界戰隊全界者》）也都收錄其中。

### 插曲
- 「海賊合体！ ゴーカイオー」（海賊合體！豪快王）（第10・12 – 13・32・45話）
  - 作詞：YOFFY / 作曲：山下康介 / 編曲：大石憲一郎（Project.R） / 歌：PSYCHIC LOVER（Project.R）
- 「豪快全開ダッシュ！！」（豪快全開Dash！！）（第11・24・40・45話）
  - 作詞・作曲・編曲・歌：谷本貴義 （Project.R）
- 「鋼の心 ゴーカイシルバー」（鋼鐵之心 豪快銀）（第17・40話）
  - 作詞：藤林聖子 / 作曲：山下康介 / 編曲：鈴木盛廣 （Project.R） / 歌：高橋秀幸（Project.R）
- 「完成！ 豪獣神」（完成！豪獸神）（第18・40話）
  - 作詞：藤林聖子 / 作曲：山下康介 / 編曲：亀山耕一郎（Project.R） / 歌：NoB（Project.R）
- 「お宝を探せ!」（尋找寶藏！）（第22・35・44 – 45話）
  - 作詞・作曲：高取秀明 / 編曲：籠島裕昌（Project.R） / 歌・演奏：Z旗（Project.R）
- 「パイレーツ・ガールズ」（海賊女孩） （第34・41話）
  - 作詞：井上望 / 作曲・編曲：岩崎貴文（Project.R） / 歌：Project.R（五條真由美、Sister MAYO）
- 「KANZEN TREASURE」（KANZEN TREASURE）（第39・44話）
  - 作詞：八手三郎 / 作曲・編曲：渡邊宙明 / 歌：水木一郎
    - 本篇第38話另有伴奏版本。
- 「海賊（つわもの）たち〜宇宙海賊のテーマ〜」（第43話）
  - 作詞：高取秀明 / 作曲・編曲：鈴木盛廣 / 歌：宮内タカユキ

### 圖片曲
- 「派手に行くぜ!」
  - 作詞：井上望 / 作曲・編曲：岩崎貴文（Project.R）/ 歌：安崎求、安部誠司 / コーラス：豪快合唱団
- 「ザンギャックゲッター」
  - 作詞：荒川稔久、藤林聖子、八手三郎 / 作曲・編曲：大石憲一郎（Project.R）/ 歌：Project.R with ZANGYACK

## 其他相關媒體

### 劇場版
- 《天裝戰隊護星者VS真劍者 Epic on 銀幕》

本作為《天裝戰隊護星者》和《侍戰隊真劍者》的戰隊祭作品，同作品的豪快者5人，於TV本編前先行登場，於2011年1月22日上映。
- 《豪快者 護星者 超級戰隊199英雄大決戰》

2011年6月11日上映
本作為《超級戰隊系列》第35部紀念電影；包括前作《天裝戰隊護星者》與本作主角豪快者在內的歷代35支超級戰隊，全部199位成員將會全體大集合，而在本篇第一話中，也已經點出了劇場版的一些重點概要，而在尾端也做出了「豪快銀」的登場預告。
- 《海賊戰隊豪快者 The Movie 飛天幽靈船》

本作的獨立劇場版，2011年8月6日上映。
- 《海賊戰隊豪快者 VS 宇宙刑事卡邦 The Movie》

本作與《宇宙刑事卡邦》的聯動劇場版，本作亦是《超級戰隊祭》的第四部作品，2012年1月21日上映。
- 《假面騎士x超級戰隊 超級英雄大戰》

2012年4月21日上映。
《超級戰隊系列》以及新戰隊《特命戰隊Go Busters》聯合《假面騎士系列》兩大特攝英雄約240人夢幻共演。
- 《特命戰隊Go Busters VS 海賊戰隊豪快者 THE MOVIE》

本作與《特命戰隊Go Busters》的VS劇場版，本作亦是《超級戰隊祭》的第五部作品 ，2013年1月19日上映。
- 《假面騎士x超級戰隊x宇宙刑事 超級英雄大戰Z》

《超級戰隊系列》以《獸電戰隊強龍者》為中心聯合《假面騎士系列》与《宇宙刑事》三大特攝英雄約250人夢幻共演，豪快銀於本作登場，2013年4月27日上映。
- 《宇宙戰隊九連者 VS SPACE SQUAD》

本作為《宇宙戰隊九連者》的歸來篇於2018年6月30日部分戲院期間限定上映，豪快黃和巴斯克・達・朱羅基亞在本作登場。
- 《機界戰隊全開者 THE MOVIE 赤色戰鬥！全戰隊大集會！！》

本作為《機界戰隊全開者》的獨立劇場版，巴斯克・達・朱羅基亞和薩利在本作中作為歷代怪人登場，2021年2月20日上映。
- 《TEN·豪快者》

本作為該作品十週年紀念作兼歸來篇，2021年11月12日上映。
- 《機界戰隊全開者VS煌輝者VS前輩者》

本作為《機界戰隊全開者》和《魔進戰隊煌輝者》的VS劇場版，豪快紅在本作中作為前輩戰士登場，於2022年4月29日上映。

### 電視劇集
- 《動物戰隊獸王者》

第28-29話、豪快者6人全員及納比於本作登場。
- 《連續4週特別篇 超級戰隊最強對戰!!》

《超級戰隊系列》電視特別節目，豪快紅與豪快黃於本作登場。
- 《爆上戰隊BoonBoomger》

爆上43，豪快藍於本作登場。

### 網路劇集
- 《痛快凱撒×豪快者 ~六月的新娘是狸貓味~》

本作為與《機界戰隊全開者》的痛快凱撒聯動外傳，於2022年6月5日放送。
豪快紅、豪快粉紅、豪快銀三人於本作登場。

## 超級英雄時間相關條目
- 2011春《假面骑士OOO》（第22-48集）
- 2011秋《假面骑士Fourze》（第1-23集）

## 海外播放

### 台灣
台灣東森幼幼台於2012年9月16日至2013年9月8日期間每週日下午5時30分由首播國語配音版，並於當天晚上11時重播。
| 台灣 東森幼幼台 星期日 17:00-17:30          | 台灣 東森幼幼台 星期日 17:00-17:30                  | 台灣 東森幼幼台 星期日 17:00-17:30 |
| ------------------------------------------- | --------------------------------------------------- | ---------------------------------- |
|                                             | 海賊戰隊豪快者 （2012年9月16日－2013年9月8日）      |                                    |
| 侍戰隊真劍者 （2012年7月1日－2012年9月9日） | 特命戰隊Go Busters （2013年9月15日－2014年8月24日） |                                    |

### 香港
香港無綫電視翡翠台於2012年3月4日至2013年3月3日期間每週日上午9時30分以雙語廣播播放粵語配音版和日語版，其中粵語配音版配上繁體中文字幕經myTV SUPER網上直播及節目重溫。
| 香港 無綫電視翡翠台 星期日 09:30-10:00  | 香港 無綫電視翡翠台 星期日 09:30-10:00    | 香港 無綫電視翡翠台 星期日 09:30-10:00 |
| --------------------------------------- | ----------------------------------------- | -------------------------------------- |
|                                         | 海賊戰隊 （2013年3月10日－2014年3月30日） |                                        |
| 武侍戰隊 （2012年3月4日－2013年3月3日） | 特命戰隊 （2014年4月6日－2015年4月4日）   |                                        |

## 外部連結
- 海賊戰隊豪快者－朝日官方網站（日文）（页面存档备份，存于）
- 海賊戰隊豪快者－東映官方網站（日文）（页面存档备份，存于）
- 海賊戰隊豪快者－TVB官方網站（繁體中文） （页面存档备份，存于）